# Liste umbenannter Gemeinden in Deutschland
In der Liste umbenannter Gemeinden in Deutschland werden die Gemeinden auf dem Gebiet des heutigen Staates Deutschland gelistet, die während ihrer Existenz umbenannt wurden.
Die Gemeinden werden nach Ländern geordnet in der Reihenfolge des Alphabets gelistet. Umbenennungen mit einer gleichzeitigen Änderung des Gemeindegebiets durch einen Zusammenschluss werden nicht berücksichtigt.

## Baden-Württemberg
| Name der Gemeinde           | Datum      | vorheriger Name             | Anmerkungen |
| --------------------------- | ---------- | --------------------------- | --- |
| Aalen                       | 01.07.1975 | Aalen-Wasseralfingen        | Vorheriger Name nur kurzzeitig, die Städte Aalen und Wasseralfingen wurden am 21. Juni 1975 vereinigt.           |
| Aichtal                     | 01.08.1978 | Grötzingen                  | |
| Bad Bellingen               | 14.10.1969 | Bellingen                   | |
| Bad Boll                    | 01.06.2007 | Boll                        | |
| Bad Buchau                  | 24.09.1963 | Buchau                      | |
| Bad Ditzenbach              | 01.01.1929 | Ditzenbach                  | |
| Bad Dürrheim                | 01.01.1921 | Dürrheim                    | |
| Baden-Baden                 | 01.09.1931 | Baden                       | Der Name Baden-Baden wurde bereits gegen Ende des 18. Jahrhunderts üblich. Die Stadt ist heute ein Stadtkreis.   |
| Bad Griesbach               | 01.01.1932 | Griesbach                   | Bad Griesbach wurde am 1. Juli 1973 in die Gemeinde Bad Peterstal-Griesbach eingegliedert.                       |
| Bad Herrenalb               | 26.07.1971 | Herrenalb                   | |
| Bad Krozingen               | 01.01.1933 | Krozingen                   | |
| Bad Liebenzell              | 01.01.1926 | Liebenzell                  | |
| Bad Mergentheim             | 01.01.1926 | Mergentheim                 | |
| Bad Peterstal               | 01.01.1920 | Peterstal                   | Der Name der Gemeinde Bad Peterstal wurde in einem nicht bekannten Jahr in Bad Peterstal (Renchtal) geändert.    |
| Bad Peterstal (Renchtal)    | 01.01.?    | Bad Peterstal               | Bad Peterstal wurde am 1. Juli 1973 in die Gemeinde Bad Peterstal-Griesbach eingegliedert.                       |
| Bad Rappenau                | 01.10.1930 | Rappenau                    | |
| Bad Säckingen               | 01.06.1968 | Säckingen                   | |
| Bad Saulgau                 | 01.01.2000 | Saulgau                     | |
| Bad Schönborn               | 07.08.1972 | Mingolsheim-Langenbrücken   | |
| Bad Schussenried            | 26.04.1966 | Schussenried                | |
| Bad Teinach                 | 01.01.1832 | Teinach                     | Bad Teinach wurde am 1. Januar 1975 in die Gemeinde Bad Teinach-Zavelstein eingegliedert.                        |
| Bad Überkingen              | 01.01.1927 | Überkingen                  | |
| Bad Urach                   | 01.07.1983 | Urach                       | |
| Bad Wildbad                 | 01.01.1990 | Wildbad im Schwarzwald      | |
| Bad Wimpfen                 | 26.04.1930 | Wimpfen                     | |
| Bad Wurzach                 | 01.01.1950 | Wurzach                     | |
| Berglen                     | 27.12.1972 | Buchenberg                  | |
| Bettringen                  | 16.04.1934 | Oberbettringen              | Bettringen wurde am 1. April 1959 in die Stadt Schwäbisch Gmünd eingegliedert.                                   |
| Calw                        | 01.01.1976 | Calw-Hirsau                 | |
| Dettenheim                  | 01.01.1978 | Liedolsheim-Rußheim         | |
| Donebach                    | 01.01.1926 | Dumbach                     | |
| Esslingen am Neckar         | 01.01.1963 | Eßlingen am Neckar          | |
| Emmingen-Liptingen          | 01.09.1976 | Emmingen ab Egg             | |
| Filderstadt                 | 25.07.1975 | Filderlinden                | |
| Freiamt                     | 16.08.1972 | Ottoschwanden-Freiamt       | |
| Goldscheuer                 | 01.01.1936 | Marlen                      | Goldscheuer wurde am 1. Dezember 1971 in die Stadt Kehl eingegliedert.                                           |
| Grünbühl                    | 30.09.1969 | Obereppach                  | Grünbühl wurde am 1. Januar 1975 in die Stadt Neuenstein eingegliedert.                                          |
| Helmstadt-Bargen            | 01.01.1975 | Helmstadt                   | |
| Hochdorf an der Enz         | 19.06.1973 | Hochdorf                    | Hochdorf an der Enz wurde am 20. September 1973 in die Gemeinde Eberdingen eingegliedert.                        |
| Hohberg                     | 03.05.1972 | Hofweier                    | |
| Immenstaad am Bodensee      | 01.05.1979 | Immenstaad                  | |
| Irndorf                     | 19.04.1972 | Irrendorf                   | |
| Kernen im Remstal           | 01.01.1977 | Stetten-Rommelshausen       | |
| Kreßbronn am Bodensee       | 07.08.1934 | Hemigkofen-Nonnenbach       | |
| Kressbronn am Bodensee      | 01.09.1977 | Kreßbronn am Bodensee       | |
| Lahr/Schwarzwald            | 01.10.1978 | Lahr                        | |
| Langenbrettach              | 01.07.1976 | Brettach-Langenbeutingen    | |
| Lichtenstein                | 01.01.1975 | Unterhausen                 | |
| Mittelurbach                | 01.01.1958 | Unterurbach                 | Mittelurbach wurde am 1. Dezember 1971 in die Stadt Bad Waldsee eingegliedert.                                   |
| Müllheim im Markgräflerland | 27.04.2023 | Müllheim                    | [ 1 ] |
| Neulingen                   | 01.01.1974 | Göbrichen                   | |
| Niefern-Öschelbronn         | 18.11.1971 | Niefern                     | |
| Nussdorf                    | 15.08.1973 | Nußdorf                     | Nussdorf wurde am 20. September 1973 in die Gemeinde Eberdingen eingegliedert.                                   |
| Oberhausen-Rheinhausen      | 01.01.1975 | Oberhausen                  | |
| Oeffingen                   | 16.04.1957 | Öffingen                    | Oeffingen wurde am 1. April 1975 in die Stadt Fellbach eingegliedert.                                            |
| Radolfzell am Bodensee      | 01.08.1976 | Radolfzell                  | |
| Remseck am Neckar           | 01.07.1977 | Aldingen am Neckar          | |
| Rheinau                     | 01.01.1975 | Freistett-Rheinbischofsheim | |
| Rheinfelden (Baden)         | 07.05.1963 | Rheinfelden                 | |
| Riesbürg                    | 25.07.1973 | Pflaumloch                  | |
| Sauldorf                    | 25.06.1974 | Wasser                      | |
| Schlechtbach                | 16.02.1967 | Unterschlechtbach           | Schlechtbach wurde am 1. Januar 1975 in die Gemeinde Rudersberg eingegliedert.                                   |
| Schwarzach                  | 20.01.1972 | Unterschwarzach             | |
| Sonnenbühl                  | 01.01.1975 | Undingen                    | |
| Staig                       | 09.10.1972 | Weinstetten                 | |
| St. Johann                  | 01.09.1976 | Würtingen                   | |
| Sulzbach-Laufen             | 22.05.1973 | Sulzbach am Kocher          | |
| Tiengen/Hochrhein           | 03.09.1964 | Tiengen (Oberrhein)         | Tiengen/Hochrhein wurde am 1. Januar 1975 in die Stadt Waldshut-Tiengen eingegliedert.                           |
| Ühlingen-Birkendorf         | 01.01.1975 | Ühlingen                    | |
| Waghäusel                   | 01.01.1975 | Lusshardt                   | |
| Waldbronn                   | 19.11.1974 | Reichenbach                 | |
| Weiler/Rems                 | 16.04.1964 | Weiler                      | Weiler/Rems wurde am 1. Januar 1973 in die Stadt Schorndorf eingegliedert.                                       |
| Weingarten                  | 01.01.1865 | Altdorf                     | Weingarten wurde am 1. April 1939 in die Stadt Ravensburg eingegliedert und am 1. April 1946 wieder selbständig. |

## Bayern
| Name der Gemeinde            | Datum      | vorheriger Name          | Anmerkungen                                                                                          |
| ---------------------------- | ---------- | ------------------------ | --- |
| Abbach-Schloßberg            | 03.07.1865 | Schloßberg-Abbach        | Abbach-Schloßberg wurde im Jahr 1895 in den Markt Abbach eingegliedert.                              |
| Alexandersbad                | 03.07.1937 | Sichersreuth             | Der Name der Gemeinde Alexandersbad wurde am 01.07.1978 in Bad Alexandersbad geändert.               |
| Altenstadt                   | 01.07.1972 | Illereichen-Altenstadt   | |
| Alzenau                      | 01.01.2007 | Alzenau i.UFr.           | |
| Andechs                      | 02.01.1978 | Erling-Andechs           | |
| Anger                        | 17.08.1937 | Stoißberg                | |
| Anzenkirchen                 | 23.10.1961 | Loderham                 | Anzenkirchen wurde am 01.01.1972 in den Markt Triftern eingegliedert.                                |
| Arbing                       | 03.07.1913 | Reischenbach             | Arbing wurde am 01.07.1971 in die Gemeinde Reischach eingegliedert.                                  |
| Asbach-Bäumenheim            | 18.11.1958 | Asbach                   | |
| Aschau a.Inn                 | 23.10.1977 | Aschau b.Kraiburg        | |
| Bad Abbach                   | 03.07.1934 | Abbach                   | |
| Bad Aibling                  | 17.05.1895 | Aibling                  | |
| Bad Alexandersbad            | 01.07.1979 | Alexandersbad            | |
| Bad Bayersoien               | 29.03.1996 | Bayersoien               | |
| Bad Berneck i.Fichtelgebirge | 30.11.1950 | Berneck i.Fichtelgebirge | |
| Bad Birnbach                 | 01.01.1987 | Birnbach                 | |
| Bad Bocklet                  | 03.07.1937 | Bocklet                  | |
| Bad Brückenau                | 08.04.1970 | Brückenau                | |
| Bad Endorf                   | 18.12.1988 | Endorf i.OB              | |
| Bad Feilnbach                | 22.10.1973 | Feilnbach                | |
| Bad Gögging                  | 03.07.1919 | Gögging                  | Bad Gögging wurde am 01.07.1972 in die Stadt Neustadt a.d.Donau eingegliedert.                       |
| Bad Griesbach i.Rottal       | 05.01.2000 | Griesbach i.Rottal       | |
| Bad Grönenbach               | 01.04.1997 | Grönenbach               | |
| Bad Heilbrunn                | 15.02.1934 | Steinbach                | |
| Bad Hindelang                | 08.02.2002 | Hindelang                | |
| Bad Höhenstadt               | 14.09.1929 | Höhenstadt               | Bad Höhenstadt wurde am 01.01.1972 in den Markt Fürstenzell eingegliedert.                           |
| Bad Kissingen                | 03.07.1883 | Kissingen                | |
| Bad Kohlgrub                 | 13.07.1948 | Kohlgrub                 | |
| Bad Königshofen i.Grabfeld   | 14.09.1974 | Königshofen i.Grabfeld   | |
| Bad Kötzting                 | 10.12.2005 | Kötzting                 | |
| Bad Neualbenreuth            | 05.12.2019 | Neualbenreuth            | |
| Bad Neuhaus a.d.Saale        | 03.07.1907 | Neuhaus                  | Bad Neuhaus a.d.Saale wurde am 01.07.1934 in die Stadt Bad Neustadt a.d.Saale eingegliedert.         |
| Bad Neustadt a.d.Saale       | 01.07.1934 | Neustadt a.d.Saale       | |
| Bad Reichenhall              | 07.06.1890 | Reichenhall              | |
| Bad Rodach                   | 29.01.1999 | Rodach b.Coburg          | |
| Bad Staffelstein             | 01.01.2001 | Staffelstein             | |
| Bad Steben                   | 03.07.1925 | Steben                   | |
| Bad Tölz                     | 20.06.1899 | Tölz                     | |
| Bad Wiessee                  | 30.06.1922 | Wiessee                  | |
| Bad Windsheim                | 20.06.1961 | Windsheim                | |
| Bad Wörishofen               | 06.03.1920 | Wörishofen               | |
| Bayerbach                    | 03.07.1870 | Steinberg                | |
| Bayerisch Eisenstein         | 21.02.1951 | Eisenstein               | |
| Bayerisch Gmain              | 10.11.1926 | Gmain                    | |
| Benediktbeuern               | 30.11.1865 | Laingruben               | |
| Berg im Gau                  | 01.01.1987 | Berg i.Gau               | |
| Bernried am Starnberger See  | 01.01.2007 | Bernried                 | |
| Beuchen                      | 03.07.1870 | Beuchen-Zittenfelden     | Beuchen wurde am 01.01.1975 in die Stadt Amorbach eingegliedert.                                     |
| Biessenhofen                 | 23.12.1976 | Altdorf                  | |
| Birkenreuth                  | 01.01.1970 | Trainmeusel              | Birkenreuth wurde am 01.05.1978 in den Markt Wiesenttal eingegliedert.                               |
| Bischofsheim i.d.Rhön        | 08.01.2020 | Bischofsheim a.d.Rhön    | |
| Bischofsreut                 | 27.04.1951 | Leopoldsreut             | Bischofsreut wurde am 01.05.1978 in die Gemeinde Haidmühle eingegliedert.                            |
| Bodenwöhr                    | 03.07.1921 | Neuenschwand             | |
| Bruckmühl                    | 31.03.1948 | Kirchdorf a.Haunpold     | |
| Brünn                        | 03.07.1875 | Frickendorf              | Brünn wurde am 01.07.1972 in die Stadt Ebern eingegliedert.                                          |
| Büchlberg                    | 14.04.1950 | Leoprechting             | |
| Deusdorf                     | 03.07.1875 | Leppelsdorf              | Deusdorf wurde am 01.05.1978 in die Gemeinde Lauter eingegliedert.                                   |
| Diepoltskirchen              | 03.01.1952 | Diepoltskirchen I        | Diepoltskirchen wurde am 01.07.1971 in die Gemeinde Fünfleiten eingegliedert.                        |
| Dießen am Ammersee           | 01.04.2009 | Dießen a.Ammersee        | |
| Dietersburg                  | 04.04.1886 | Jedersburg               | |
| Dippach a.Main               | 24.10.1972 | Dippach                  | Dippach a.Main wurde am 01.05.1978 in die Stadt Eltmann eingegliedert.                               |
| Donaumünster                 | 12.02.1924 | Münster                  | Donaumünster wurde am 01.07.1972 in die Gemeinde Tapfheim eingegliedert.                             |
| Dressendorf                  | 03.07.1883 | Tressendorf              | Dressendorf wurde am 01.01.1972 in die Stadt Goldkronach eingegliedert.                              |
| Ebrantshausen                | 03.07.1865 | Ebertshausen             | Ebrantshausen wurde am 01.01.1972 in die Stadt Mainburg eingegliedert.                               |
| Eching am Ammersee           | 01.04.2009 | Eching a.Ammersee        | |
| Eging a.See                  | 17.03.1978 | Eging                    | |
| Elsendorf                    | 01.01.1985 | Ratzenhofen              | |
| Emmering                     | 02.05.1978 | Schalldorf               | |
| Erling-Andechs               | 30.04.1956 | Erling                   | Der Name der Gemeinde Erling-Andechs wurde am 02.01.1978 in Andechs geändert.                        |
| Etzelwang                    | 01.01.1983 | Neidstein                | |
| Feilnbach                    | 28.12.1971 | Feilnbach-Wiechs         | Der Name der Gemeinde Feilnbach wurde am 22.10.1953 in Bad Feilnbach geändert.                       |
| Fichtelberg                  | 03.07.1933 | Neubau                   | |
| Fischbach a.d.Naab           | 05.09.1972 | Fischbach                | Fischbach a.d.Naab wurde am 01.05.1978 in die Stadt Nittenau eingegliedert.                          |
| Freilassing                  | 08.01.1923 | Salzburghofen            | |
| Fürstenfeldbruck             | 06.08.1908 | Bruck                    | |
| Furth im Wald                | 01.01.1999 | Furth i.Wald             | |
| Gmund a.Tegernsee            | 14.06.1926 | Ostin                    | |
| Gösseldorf                   | 03.07.1870 | Heroldsberg              | Gösseldorf wurde am 01.01.1971 in die Stadt Waischenfeld eingegliedert.                              |
| Grafing b.München            | 16.06.1953 | Markt Grafing            | |
| Grainet                      | 03.07.1897 | Untergrainet             | |
| Großanhausen                 | 03.07.1865 | Groß- und Kleinanhausen  | Großanhausen wurde am 01.07.1970 in die Gemeinde Unterknöringen eingegliedert.                       |
| Großenpinning                | 03.07.1870 | Großpinning              | Großenpinning wurde am 01.05.1978 in die Gemeinde Oberschneiding eingegliedert.                      |
| Großgundertshausen           | 03.07.1865 | Großquantertshausen      | Großgundertshausen wurde am 01.01.1978 in die Gemeinde Volkenschwand eingegliedert.                  |
| Großkonreuth                 | 09.01.1952 | Poppenreuth              | Großkonreuth wurde am 01.05.1978 in den Markt Mähring eingegliedert.                                 |
| Großvichtach                 | 03.07.1875 | Vichtach                 | Großvichtach wurde am 01.05.1978 in den Markt Marktrodach eingegliedert.                             |
| Grüb                         | 03.07.1864 | Dühren                   | Grüb wurde am 01.07.1972 in die Gemeinde Wittelshofen eingegliedert.                                 |
| Gundihausen                  | 03.07.1900 | Reichersdorf             | Gundihausen wurde am 01.05.1978 in die Gemeinde Vilsheim eingegliedert.                              |
| Gündlkofen                   | 03.07.1875 | Gindlkofen               | Gündlkofen wurde am 01.05.1978 in die Gemeinde Bruckberg eingegliedert.                              |
| Günzach                      | 27.09.1976 | Immenthal                | |
| Haag                         | 03.07.1866 | Dürrenbach               | Haag wurde am 01.01.1972 in den Markt Geiselwind eingegliedert.                                      |
| Haar                         | 29.04.1924 | Salmdorf                 | |
| Haidmühle                    | 27.04.1951 | Frauenberg               | |
| Hausen b.Würzburg            | 12.10.1978 | Hausen b.Arnstein        | |
| Hausham                      | 27.04.1922 | Agatharied               | |
| Haus i.Wald                  | 01.08.1953 | Furth                    | Haus i.Wald wurde am 01.01.1978 in die Stadt Grafenau eingegliedert.                                 |
| Heinersdorf                  | 03.07.1870 | Birkach                  | Heinersdorf wurde am 01.07.1971 in den Markt Bechhofen eingegliedert.                                |
| Helfendorf                   | 03.07.1875 | Großhelfendorf           | Helfendorf wurde am 01.05.1978 in die Gemeinde Aying eingegliedert.                                  |
| Herreth                      | 03.07.1863 | Kleinhereth              | Herreth wurde am 01.07.1972 in die Gemeinde Kaltenbrunn eingegliedert.                               |
| Herrnberchtheim              | 02.01.1905 | Bergtheim                | Herrnberchtheim wurde am 01.01.1972 in den Markt Ippesheim eingegliedert.                            |
| Herrnwahlthann               | 03.07.1900 | Thann                    | Herrnwahlthann wurde am 01.01.1978 in die Gemeinde Hausen eingegliedert.                             |
| Hilgertshausen-Tandern       | 01.08.1980 | Tandern                  | |
| Höchstädt i.Fichtelgebirge   | 01.01.1990 | Höchstädt b.Thiersheim   | |
| Hochzoll                     | 19.01.1905 | Friedbergerau            | Hochzoll wurde am 01.01.1913 in die kreisunmittelbare Stadt Augsburg eingegliedert.                  |
| Höferänger                   | 03.07.1955 | Unterdornbach            | Höferänger wurde am 01.01.1974 in die Stadt Kulmbach eingegliedert.                                  |
| Höhenkirchen-Siegertsbrunn   | 01.01.1985 | Höhenkirchen             | |
| Höhenrain                    | 03.07.1875 | Großhöhenrain            | Höhenrain wurde am 01.05.1978 in die Gemeinde Feldkirchen-Westerham eingegliedert.                   |
| Illereichen-Altenstadt       | 15.04.1903 | Illereichen              | Der Name des Marktes Illereichen-Altenstadt wurde am 01.07.1972 in Altenstadt geändert.              |
| Ising                        | 30.10.1965 | Tabing                   | Ising wurde am 01.01.1972 in die Gemeinde Chieming eingegliedert.                                    |
| Junkersdorf a.d.Weisach      | 24.10.1972 | Junkersdorf              | Junkersdorf a.d.Weisach wurde am 01.01.1978 in die Gemeinde Pfarrweisach eingegliedert.              |
| Kaldorf                      | 03.07.1870 | Kahldorf                 | Kaldorf wurde am 01.05.1978 in den Markt Titting eingegliedert.                                      |
| Kammerstein                  | 03.07.1875 | Cammerstein              | |
| Karlsfeld                    | 01.04.1939 | Augustenfeld             | |
| Kemnath am Buchberg          | 03.07.1968 | Kemnath b.Neunaigen      | bis 1926 Kemnath; Kemnath am Buchberg wurde am 01.05.1978 in die Stadt Schnaittenbach eingegliedert. |
| Kirchberg i.Wald             | 07.12.1999 | Kirchberg                | |
| Kirchdorf a.d.Amper          | 12.03.1979 | Kirchdorf                | |
| Kirchseeon                   | 28.03.1939 | Eglharting               | |
| Klardorf                     | 09.06.1950 | Zielheim                 | Klardorf wurde am 01.05.1978 in die Stadt Schwandorf eingegliedert.                                  |
| Klausaurach                  | 03.07.1875 | Clausaurach              | Klausaurach wurde am 01.01.1972 in den Markt Markt Erlbach eingegliedert.                            |
| Klostergars                  | 09.03.1956 | Stadel                   | Klostergars wurde am 01.01.1967 in den Markt Gars am Inn eingegliedert.                              |
| Klosterlechfeld              | 16.04.1928 | Lechfeld                 | |
| Klosterrohr                  | 03.07.1875 | Rohr, Kloster            | Klosterrohr wurde am 01.01.1910 in den Markt Rohr eingegliedert.                                     |
| Kloster Sulz                 | 03.07.1952 | Sulz                     | Kloster Sulz wurde am 01.04.1971 in den Markt Dombühl eingegliedert.                                 |
| Königsberg i.Bay.            | 01.07.1920 | Königsberg in Franken    | Am 01.07.1920 wurde der Freistaat Coburg in den Freistaat Bayern eingegliedert.                      |
| Konradsreuth                 | 03.07.1903 | Conradsreuth             | |
| Kümmersbruck                 | 01.01.1972 | Köfering                 | |
| Kunreuth                     | 03.01.1952 | Cunreuth                 | |
| Landsberg am Lech            | 01.01.2002 | Landsberg a.Lech         | Der gleichnamige Landkreis wurde am gleichen Tag umbenannt.                                          |
| Landschellenberg             | 03.07.1911 | Schellenberg Land        | Landschellenberg wurde am 01.10.1969 in den Markt Marktschellenberg eingegliedert.                   |
| Lauter                       | 20.02.1968 | Kapell                   | Lauter wurde am 01.01.1970 in die Gemeinde Surberg eingegliedert.                                    |
| Lechbruck am See             | 24.10.1999 | Lechbruck                | |
| Lilling                      | 01.01.1870 | Wölfersdorf              | Lilling wurde am 01.05.1978 in die Stadt Gräfenberg eingegliedert.                                   |
| Luhe-Wildenau                | 01.06.1979 | Luhe                     | |
| Maria Gern                   | 03.06.1953 | Gern                     | Maria Gern wurde am 01.01.1972 in den Markt Berchtesgaden eingegliedert.                             |
| Maria Steinbach              | 28.12.1954 | Steinbach                | Maria Steinbach wurde am 01.01.1978 in den Markt Legau eingegliedert.                                |
| Maria-Thann                  | 03.07.1865 | Thann (Maria)            | Maria-Thann wurde am 01.05.1978 in die Gemeinde Hergatz eingegliedert.                               |
| Markt Berolzheim             | 03.07.1920 | Berolzheim               | |
| Marktbergel                  | 20.02.1962 | Bergel                   | |
| Markt Bibart                 | 02.02.1963 | Bibart                   | |
| Markt Einersheim             | 23.03.1972 | Einersheim               | |
| Markt Erlbach                | 03.07.1911 | Erlbach                  | |
| Markt Grafing                | 12.03.1923 | Grafing                  | Der Name des Marktes Markt Grafing wurde am 16.06.1953 in Grafing b.München geändert.                |
| Marktgraitz                  | 03.07.1894 | Graitz                   | |
| Markt Indersdorf             | 03.07.1885 | Indersdorf               | |
| Markt Nordheim               | 01.02.1912 | Nordheim                 | |
| Marktoberdorf                | 26.02.1898 | Oberdorf                 | |
| Marktredwitz                 | 16.12.1907 | Redwitz                  | |
| Markt Rettenbach             | 28.12.1901 | Rettenbach               | |
| Marktschellenberg            | 03.07.1911 | Schellenberg Markt       | |
| Markt Schwaben               | 07.12.1922 | Schwaben                 | |
| Markt Taschendorf            | 02.02.1963 | Taschendorf              | |
| Markt Wald                   | 28.11.1901 | Wald                     | |
| Marktzeuln                   | 03.07.1889 | Zeuln                    | |
| Martinszell i.Allgäu         | 02.11.1971 | Martinszell              | Martinszell i.Allgäu wurde am 01.04.1976 in die Gemeinde Waltenhofen eingegliedert.                  |
| Maxhütte                     | 26.04.1938 | Ibenthann                | Maxhütte wurde am 01.02.1956 in die Gemeinde Maxhütte-Haidhof eingegliedert.                         |
| Mespelbrunn                  | 03.07.1938 | Neudorf                  | |
| Mönchherrnsdorf              | 25.12.1868 | Herrnsdorf               | Mönchherrnsdorf wurde am 01.01.1976 in den Markt Burgebrach eingegliedert.                           |
| Murnau a.Staffelsee          | 12.03.1979 | Murnau                   | |
| Neubiberg                    | 01.01.1975 | Unterbiberg              | |
| Neudorf                      | 03.07.1875 | Haidneudorf              | Neudorf wurde am 01.01.1974 in die Gemeinde Hohengebraching eingegliedert.                           |
| Neuhausen b.Landshut         | 03.07.?    | Unterneuhausen           | Neuhausen b.Landshut wurde am 01.05.1978 in die Gemeinde Weihmichl eingegliedert.                    |
| Neureichenau                 | 27.04.1951 | Schimmelbach             | |
| Neuschönau                   | 01.06.1981 | Schönanger               | |
| Neusorg                      | 17.09.1949 | Schwarzenreuth           | |
| Neustadt am Kulm             | 01.01.1997 | Neustadt a.Kulm          | |
| Oberalting-Seefeld           | 08.07.1952 | Oberalting               | Oberalting-Seefeld wurde am 01.01.1978 in die Gemeinde Seefeld eingegliedert.                        |
| Obergessertshausen           | 03.07.1865 | Gessertshausen           | Obergessertshausen wurde am 01.01.1976 in die Gemeinde Aichen eingegliedert.                         |
| Oberhartheim                 | 03.07.1875 | Hartheim                 | Oberhartheim wurde am 01.07.1972 in die Stadt Vohburg a.d.Donau eingegliedert.                       |
| Oberhöft                     | 03.01.1952 | Diepoltskirchen II       | Oberhöft wurde am 01.01.1970 in die Gemeinde Falkenberg eingegliedert.                               |
| Oberkreuzberg                | 03.07.1931 | Kreuzberg                | Oberkreuzberg wurde am 01.01.1978 in die Gemeinde Spiegelau eingegliedert.                           |
| Obermaiselstein              | 03.07.1865 | Maiselstein              | |
| Oberottmarshausen            | 03.07.1914 | Ottmarshausen            | |
| Oberpfraundorf               | 03.07.1933 | Pfraundorf               | Oberpfraundorf wurde am 01.01.1978 in den Markt Beratzhausen eingegliedert.                          |
| Oberstaufen                  | 12.02.1921 | Staufen                  | |
| Oberzeitldorn                | 27.04.1951 | Zeitldorn                | Oberzeitldorn wurde am 01.01.1978 in die Gemeinde Kirchroth eingegliedert.                           |
| Ohrenbach                    | 03.07.1870 | Ohrenbach-Wiesenthal     | Ohrenbach wurde im Jahr 1892 in die Gemeinde Weckbach eingegliedert.                                 |
| Österberg                    | 03.07.1870 | Osterberg                | Österberg wurde am 01.01.1972 in die Stadt Greding eingegliedert.                                    |
| Oy-Mittelberg                | 01.01.1980 | Mittelberg               | |
| Paitzkofen                   | 03.07.1870 | Peitzkofen               | Paitzkofen wurde 01.01.1976 in die Gemeinde Straßkirchen eingegliedert.                              |
| Peißenberg                   | 01.03.1919 | Unterpeißenberg          | |
| Penzberg                     | 27.01.1911 | Sankt Johannisrain       | |
| Peterskirchen                | 30.01.1952 | Peterskirchen I          | Peterskirchen wurde am 01.05.1978 in die Stadt Eggenfelden eingegliedert.                            |
| Pfronten-Berg                | 03.07.1865 | Berg                     | Pfronten-Berg wurde am 31.05.1935 in die Gemeinde Pfronten eingegliedert.                            |
| Pfronten-Steinach            | 03.07.1865 | Steinach                 | Pfronten-Steinach wurde am 31.05.1935 in die Gemeinde Pfronten eingegliedert.                        |
| Philippsreut                 | 01.07.1936 | Kleinphilippsreut        | |
| Pierheim                     | 03.07.1875 | Bierheim                 | Pierheim wurde am 01.07.1972 in die Stadt Hilpoltstein eingegliedert.                                |
| Preunschen                   | 03.07.1870 | Preunschen-Buch          | Preunschen wurde am 01.01.1975 in den Markt Kirchzell eingegliedert.                                 |
| Pürgen                       | 22.05.1973 | Stoffen                  | |
| Reitsch                      | 03.07.1870 | Raitsch                  | Reitsch wurde am 01.01.1975 in die Gemeinde Stockheim eingegliedert.                                 |
| Retzleinsdorf                | 03.07.1875 | Rezelsdorf               | Die Rückbenennung erfolgte im Jahr 1895.                                                             |
| Rezelsdorf                   | 03.07.1895 | Retzleinsdorf            | Rezelsdorf wurde am 01.01.1972 in den Markt Weisendorf eingegliedert.                                |
| Rieden                       | 03.07.1865 | Unterrieden              | Rieden wurde am 01.01.1978 in die Stadt Altdorf bei Nürnberg eingegliedert.                          |
| Riggerding                   | 24.09.1938 | Bradlberg                | Riggerding wurde am 01.01.1972 in den Markt Schöllnach eingegliedert.                                |
| Ringelai                     | 27.04.1951 | Kühbach                  | |
| Röckenhofen                  | 03.07.1875 | Rückenhofen              | Röckenhofen wurde am 01.01.1972 in die Stadt Greding eingegliedert.                                  |
| Roth                         | 13.03.1973 | Roth b.Nürnberg          | Der gleichnamige Landkreis wurde am 01.05.1978 umbenannt.                                            |
| Rottach-Egern                | 19.03.1951 | Rottach                  | |
| Saaldorf-Surheim             | 01.05.1994 | Saaldorf                 | |
| Sachsen b.Ansbach            | 01.01.1979 | Sachsen                  | |
| Saltendorf a.d.Naab          | 06.09.1972 | Saltendorf               | Saltendorf a.d.Naab wurde am 01.05.1978 in die Stadt Teublitz eingegliedert.                         |
| Sanding                      | 03.07.1875 | Obersanding              | Sanding wurde am 01.01.1972 in die Gemeinde Thalmässing eingegliedert.                               |
| Sankt Christoph              | 31.05.1922 | Christoph                | Sankt Christoph wurde am 01.07.1972 in die Gemeinde Steinhöring eingegliedert.                       |
| Sankt Englmar                | 01.06.1959 | Englmar                  | |
| Sankt Oswald                 | 03.07.1875 | Oswald                   | Der Name der Gemeinde Sankt Oswald wurde am 01.03.1979 in Sankt Oswald-Riedlhütte geändert.          |
| Sankt Oswald-Riedlhütte      | 01.03.1979 | Sankt Oswald             | |
| Schäftlarn                   | 03.07.1873 | Hohenschäftlarn          | |
| Schaufling                   | 17.08.1937 | Nadling                  | |
| Schneidhart                  | 03.07.1870 | Mitterschneidhart        | Schneidhart wurde am 01.01.1978 in den Markt Langquaid eingegliedert.                                |
| Schnelldorf                  | 22.12.1971 | Oberampfrach             | |
| Schönbrunn i.Steigerwald     | 28.03.1974 | Schönbrunn               | |
| Schondorf am Ammersee        | 01.04.2009 | Schondorf a.Ammersee     | |
| Schwabhausen                 | 01.10.1981 | Schwabhausen b.Dachau    | |
| Schwandorf                   | 28.12.1972 | Schwandorf i.Bay.        | Der gleichnamige Landkreis wurde am 01.05.1978 umbenannt.                                            |
| Schwarzenhammer              | 01.07.1953 | Hebanz                   | Schwarzenhammer wurde am 01.01.1978 in den Markt Thierstein eingegliedert.                           |
| Schwesendorf                 | 03.07.1875 | Haag                     | Schwesendorf wurde am 01.01.1972 in die Gemeinde Regnitzlosau eingegliedert.                         |
| Selb-Plößberg                | 06.07.1953 | Plößberg b.Selb          | Selb-Plößberg wurde am 01.01.1978 in die Stadt Selb eingegliedert.                                   |
| Sigmarszell                  | 08.02.1974 | Schlachters              | |
| Sindersdorf                  | 03.06.1903 | Sündersdorf              | Sindersdorf wurde am 01.01.1972 in die Gemeinde Meckenhausen eingegliedert.                          |
| Sonnen                       | 03.07.1877 | Stüblhäuser              | |
| Staudach-Egerndach           | 13.04.1949 | Egerndach                | |
| Steben                       | 03.07.1898 | Untersteben              | Der Name des Marktes Steben wurde im Jahr 1925 in Bad Steben geändert.                               |
| Stein                        | 01.04.1977 | Stein b.Nürnberg         | |
| Steinberg am See             | 31.03.2006 | Steinberg                | |
| Straßlach-Dingharting        | 01.01.1989 | Straßlach                | |
| Syrgenstein                  | 01.02.1971 | Altenberg                | |
| Trabitz                      | 20.10.1978 | Preissach                | |
| Triftlfing                   | 03.07.1870 | Hellkofen                | Triftlfing wurde am 01.04.1971 in die Gemeinde Aufhausen eingegliedert.                              |
| Untergriesbach               | 03.07.1903 | Griesbach                | |
| Untermaiselstein             | 26.02.1927 | Maiselstein              | Untermaiselstein wurde am 01.05.1978 in die Gemeinde Rettenberg eingegliedert.                       |
| Unterpreppach                | 03.07.1920 | Preppach                 | Unterpreppach wurde am 01.07.1972 in die Stadt Ebern eingegliedert.                                  |
| Unterröslau                  | 03.07.1963 | Grün                     | Unterröslau wurde am 01.01.1966 in die Gemeinde Röslau eingegliedert.                                |
| Unterzeitlarn                | 30.01.1952 | Peterskirchen II         | Unterzeitlarn wurde am 01.01.1972 in die Gemeinde Schönau eingegliedert.                             |
| Unterzeitldorn               | 27.04.1951 | Zeitldorn                | Unterzeitldorn wurde am 01.07.1976 in die Stadt Straubing eingegliedert.                             |
| Ursberg                      | 03.10.1978 | Bayersried-Ursberg       | |
| Utting am Ammersee           | 01.04.2009 | Utting a.Ammersee        | |
| Vaterstetten                 | 02.05.1978 | Parsdorf                 | |
| Viereth-Trunstadt            | 01.07.1980 | Viereth                  | |
| Vilgertshofen                | 27.04.1973 | Pflugdorf-Stadl          | |
| Vilshofen an der Donau       | 09.11.2004 | Vilshofen                | |
| Wald b.Winhöring             | 03.08.1956 | Geratskirchen            | Wald b.Winhöring wurde am 01.01.1972 in die Gemeinde Pleiskirchen eingegliedert.                     |
| Wasserburg (Bodensee)        | 23.03.1926 | Mitten                   | |
| Weihersbuch                  | 03.07.1870 | Oberweihersbuch          | Weihersbuch wurde am 01.01.1927 in die Stadt Stein eingegliedert.                                    |
| Wenzenbach                   | 03.07.1924 | Schönberg                | |
| Westerndorf-St.Peter         | 26.09.1951 | Westerndorf              | Westerndorf-St.Peter wurde am 01.05.1978 in die Stadt Rosenheim eingegliedert.                       |
| Weyarn                       | 02.05.1978 | Wattersdorf              | |
| Wiesenbach                   | 31.10.1978 | Unterwiesenbach          | |
| Woffenbach                   | 05.01.1950 | Tyrolsberg               | Woffenbach wurde am 01.07.1972 in die Stadt Neumarkt i.d.OPf. eingegliedert.                         |
| Wolframs-Eschenbach          | 03.07.1917 | Eschenbach               | |
| Wolkersdorf                  | 14.10.1959 | Dietersdorf              | Wolkersdorf wurde am 01.07.1972 in die Stadt Schwabach eingegliedert.                                |
| Wötzelsdorf                  | 03.07.1875 | Wetzelsdorf              | Wötzelsdorf wurde am 01.01.1972 in die Gemeinde Fischbach eingegliedert.                             |
| Wülfersreuth                 | 03.07.1875 | Wilfersreuth             | Wülfersreuth wurde am 01.01.1976 in die Gemeinde Bischofsgrün eingegliedert.                         |
| Zell                         | 01.07.1983 | Unterzell                | |
| Zell im Fichtelgebirge       | 15.07.2007 | Zell                     | |

## Berlin
| Name der Gemeinde        | Datum      | vorheriger Name      | Anmerkungen |
| ------------------------ | ---------- | -------------------- | --- |
| Berlin-Britz             | 01.01.1912 | Britz                | Berlin-Britz wurde am 1. Oktober 1920 in die Stadt Berlin eingegliedert.                                           |
| Berlin-Buchholz          | 01.01.1913 | Französisch Buchholz | Berlin-Buchholz wurde am 1. Oktober 1920 in die Stadt Berlin eingegliedert.                                        |
| Berlin-Buckow            | 01.01.1912 | Buckow               | Berlin-Buckow wurde am 1. Oktober 1920 in die Stadt Berlin eingegliedert.                                          |
| Berlin-Friedenau         | 01.01.1912 | Friedenau            | Berlin-Friedenau wurde am 1. Oktober 1920 in die Stadt Berlin eingegliedert.                                       |
| Berlin-Friedrichsfelde   | 01.01.1912 | Friedrichsfelde      | Berlin-Friedrichsfelde wurde am 1. Oktober 1920 in die Stadt Berlin eingegliedert.                                 |
| Berlin-Grunewald         | 01.01.1912 | Grunewald            | Berlin-Grunewald wurde am 1. Oktober 1920 in die Stadt Berlin eingegliedert.                                       |
| Berlin-Heinersdorf       | 01.01.1912 | Heinersdorf          | Berlin-Heinersdorf wurde am 1. Oktober 1920 in die Stadt Berlin eingegliedert.                                     |
| Berlin-Hohenschönhausen  | 01.01.1911 | Hohenschönhausen     | Berlin-Hohenschönhausen wurde am 1. Oktober 1920 in die Stadt Berlin eingegliedert.                                |
| Berlin-Johannisthal      | 01.01.1912 | Johannisthal         | Berlin-Johannisthal wurde am 1. Oktober 1920 in die Stadt Berlin eingegliedert.                                    |
| Berlin-Lankwitz          | 01.01.1912 | Lankwitz             | Berlin-Lankwitz wurde am 1. Oktober 1920 in die Stadt Berlin eingegliedert.                                        |
| Berlin-Lichtenberg       | 01.01.1912 | Lichtenberg          | Die Stadt bildete einen Stadtkreis. Berlin-Lichtenberg wurde am 1. Oktober 1920 in die Stadt Berlin eingegliedert. |
| Berlin-Lichterfelde      | 01.01.1912 | Lichterfelde         | Berlin-Lichterfelde wurde am 1. Oktober 1920 in die Stadt Berlin eingegliedert.                                    |
| Berlin-Mariendorf        | 01.01.1912 | Mariendorf           | Berlin-Mariendorf wurde am 1. Oktober 1920 in die Stadt Berlin eingegliedert.                                      |
| Berlin-Marienfelde       | 01.01.1912 | Marienfelde          | Berlin-Marienfelde wurde am 1. Oktober 1920 in die Stadt Berlin eingegliedert.                                     |
| Berlin-Niederschöneweide | 01.01.1912 | Niederschöneweide    | Berlin-Niederschöneweide wurde am 1. Oktober 1920 in die Stadt Berlin eingegliedert.                               |
| Berlin-Niederschönhausen | 01.01.1912 | Niederschönhausen    | Berlin-Niederschönhausen wurde am 1. Oktober 1920 in die Stadt Berlin eingegliedert.                               |
| Berlin-Oberschöneweide   | 01.01.1912 | Oberschöneweide      | Berlin-Oberschöneweide wurde am 1. Oktober 1920 in die Stadt Berlin eingegliedert.                                 |
| Berlin-Pankow            | 01.01.1912 | Pankow               | Berlin-Pankow wurde am 1. Oktober 1920 in die Stadt Berlin eingegliedert.                                          |
| Berlin-Reinickendorf     | 01.01.1912 | Reinickendorf        | Berlin-Reinickendorf wurde am 1. Oktober 1920 in die Stadt Berlin eingegliedert.                                   |
| Berlin-Rosenthal         | 01.01.1912 | Rosenthal            | Berlin-Rosenthal wurde am 1. Oktober 1920 in die Stadt Berlin eingegliedert.                                       |
| Berlin-Schöneberg        | 01.01.1912 | Schöneberg           | Die Stadt bildete einen Stadtkreis. Berlin-Schöneberg wurde am 1. Oktober 1920 in die Stadt Berlin eingegliedert.  |
| Berlin-Wilmersdorf       | 01.01.1912 | Deutsch-Wilmersdorf  | Die Stadt bildete einen Stadtkreis. Berlin-Wilmersdorf wurde am 1. Oktober 1920 in die Stadt Berlin eingegliedert. |
| Neukölln                 | 27.01.1912 | Rixdorf              | Die Stadt bildete einen Stadtkreis. Neukölln wurde am 1. Oktober 1920 in die Stadt Berlin eingegliedert.           |

## Brandenburg
| Name der Gemeinde          | Datum      | vorheriger Name               | Anmerkungen |
| -------------------------- | ---------- | ----------------------------- | --- |
| Ahrensfelde                | 01.10.2004 | Ahrensfelde-Blumberg          | |
| Bad Belzig                 | 01.03.2010 | Belzig                        | |
| Bad Freienwalde (Oder)     | 13.06.1994 | Bad Freienwalde               | |
| Bad Liebenwerda            | 09.01.1925 | Liebenwerda                   | |
| Bad Saarow                 | 31.12.2002 | Bad Saarow-Pieskow            | |
| Bad Saarow-Pieskow         | 03.07.1923 | Saarow-Pieskow                | Der Name der Gemeinde Bad Saarow-Pieskow wurde am 31.12.2002 in Bad Saarow geändert.                                        |
| Bad Wilsnack               | 03.09.1929 | Wilsnack                      | |
| Baruth/Mark                | 23.02.1994 | Baruth                        | |
| Bernau bei Berlin          | 01.04.1999 | Bernau                        | |
| Bleyen                     | 01.01.1957 | Alt- und Neu-Bleyen           | Bleyen wurde am 31.12.2001 in die Gemeinde Bleyen-Genschmar eingegliedert.                                                  |
| Bliesdorf                  | 01.05.1998 | Bliesdorf-Kunersdorf-Metzdorf | |
| Brandenburg an der Havel   | 15.06.1993 | Brandenburg                   | Die Stadt ist kreisfrei. |
| Briesensee                 | 01.12.1951 | Briesen bei Lübben/Spreewald  | Briesensee wurde am 26.10.2003 in die Gemeinde Neu Zauche eingegliedert.                                                    |
| Briesnig                   | 01.05.1953 | Groß Briesenig                | Briesnig wurde am 06.12.1993 in die Stadt Forst (Lausitz) eingegliedert.                                                    |
| Buchenhain                 | 01.10.1951 | Arnimshain                    | Buchenhain wurde am 31.12.2001 in die Gemeinde Boitzenburger Land eingegliedert.                                            |
| Buchholz bei Beelitz       | 01.07.1998 | Buchholz bei Treuenbrietzen   | Königshorst wurde am 31.12.2001 in die Stadt Beelitz eingegliedert.                                                         |
| Buckow (Märkische Schweiz) | 01.02.2005 | Buckow                        | |
| Burg (Spreewald)           | 00.00.1990 | Burg/Spreewald                | |
| Dallgow-Döberitz           | 19.10.1993 | Dallgow                       | |
| Drehna                     | 01.07.1950 | Fürstlich Drehna              | Die Rückbenennung erfolgte am 31.12.1990.                                                                                   |
| Eberswalde                 | 01.07.1993 | Eberswalde-Finow              | |
| Eisenhüttenstadt           | 13.11.1961 | Stalinstadt                   | Die Stadt bildete damals einen Stadtkreis.                                                                                  |
| Falkenhagen (Mark)         | 01.02.2005 | Falkenhagen                   | |
| Friedenshorst              | 01.09.1950 | Königshorst                   | Die Rückbenennung erfolgte am 03.10.1990.                                                                                   |
| Fürstenwalde/Spree         | 31.12.2000 | Fürstenwalde (Spree)          | |
| Fürstlich Drehna           | 31.12.1990 | Drehna                        | Fürstlich Drehna wurde am 31.12.1999 in die Stadt Luckau eingegliedert.                                                     |
| Groß Briesenig             | 17.10.1937 | Briesnigk                     | Der Name der Gemeinde Groß Briesenig wurde am 01.05.1953 in Briesnig geändert.                                              |
| Groß Kreutz (Havel)        | 01.07.2004 | Groß Kreutz/Emster            | |
| Groß Machnow               | 01.03.1995 | Großmachnow                   | Groß Machnow wurde am 26.10.2003 in die Gemeinde Rangsdorf eingegliedert.                                                   |
| Groß Pinnow                | 01.07.1950 | Pinnow                        | Groß Pinnow wurde am 26.10.2003 in die Gemeinde Hohenselchow-Groß Pinnow eingegliedert.                                     |
| Großwudicke                | 01.01.1964 | Wudicke                       | Groß Wudicke wurde am 26.10.2003 in die Gemeinde Milower Land eingegliedert.                                                |
| Grünheide                  | 01.12.1950 | Wedelsberg                    | |
| Haidemühl                  | 01.01.1964 | Gosda-Haidemühl               | Haidemühl wurde am 01.01.2006 in die Stadt Welzow eingegliedert.                                                            |
| Hermsdorf                  | 01.01.2002 | Hermsdorf bei Ruhland         | |
| Herzberg (Elster)          | 31.12.2004 | Herzberg/Elster               | |
| Hetzdorf                   | 01.01.1964 | Lemmersdorf                   | Hetzdorf wurde am 31.12.2001 in die Gemeinde Uckerland eingegliedert.                                                       |
| Ketzin/Havel               | 01.10.2011 | Ketzin                        | |
| Klein Porep                | 01.07.1950 | Porep (Mecklenburg)           | Klein Porep wurde am 15.10.1950 in die Gemeinde Porep eingegliedert.                                                        |
| Königshorst                | 03.10.1990 | Friedenshorst                 | Königshorst wurde am 26.10.2003 in die Gemeinde Fehrbellin eingegliedert.                                                   |
| Küstrin-Kietz              | 03.10.1991 | Kietz                         | Küstrin-Kietz wurde am 31.12.1997 in die Gemeinde Küstriner Vorland eingegliedert.                                          |
| Lübbenau/Spreewald         | 01.01.1998 | Lübbenau                      | |
| Neuheim                    | 01.11.1951 | Dorf Zinna                    | Neuheim wurde am 31.12.1997 in die Stadt Jüterbog eingegliedert.                                                            |
| Neuhardenberg              | 01.01.1991 | Marxwalde                     | |
| Passow                     | 01.10.2004 | Welsebruch                    | |
| Schönholz-Neuwerder        | 01.01.1982 | Schönholz                     | Schönholz-Neuwerder wurde am 31.12.2002 in die Gemeinde Gollenberg eingegliedert.                                           |
| Schwarze Pumpe             | 01.11.1959 | Terpe                         | Schwarze Pumpe wurde am 27.09.1998 in die Stadt Spremberg eingegliedert.                                                    |
| Schwarzheide               | 01.01.1999 | Schwarzheide/N.L.             | |
| Stalinstadt                | 07.05.1953 | EKO-Wohnstadt                 | Die Stadt bildete damals einen Stadtkreis. Der Name der Stadt Stalinstadt wurde am 13.11.1961 in Eisenhüttenstadt geändert. |
| Straupitz (Spreewald)      | 14.08.2017 | Straupitz                     | |
| Uebigau-Wahrenbrück        | 01.01.2002 | Wahrenbrück                   | Am 31.12.2001 wurden Bahnsdorf, Drasdo, Uebigau und Wiederau nach Wahrenbrück eingemeindet.                                 |
| Vetschau/Spreewald         | 01.04.1997 | Vetschau                      | |
| Wendisch-Rietz             | 01.01.1956 | Märkisch-Rietz                | |
| Wiesenaue                  | 01.10.2004 | Jahnberge                     | |
| Wolfsruh                   | 01.06.1951 | Königstädt                    | Wolfsruh wurde am 27.09.1998 in die Gemeinde Großwoltersdorf eingegliedert.                                                 |
| Wusterwitz                 | 01.07.1950 | Groß Wusterwitz               | |

## Bremen
| Name der Gemeinde | Datum      | vorheriger Name | Anmerkungen              |
| ----------------- | ---------- | --------------- | ------------------------ |
| Bremerhaven       | 01.01.1947 | Wesermünde      | Die Stadt ist kreisfrei. |

## Hamburg
| Name der Gemeinde | Datum      | vorheriger Name | Anmerkungen |
| ----------------- | ---------- | --------------- | --- |
| Wandsbek          | 12.09.1879 | Wandsbeck       | Wandsbek bildete ab dem 1. April 1901 einen Stadtkreis und wurde am 1. April 1938 in die Stadt Hamburg eingegliedert. |

## Hessen
| Name der Gemeinde       | Datum      | vorheriger Name                    | Anmerkungen                                                                                  |
| ----------------------- | ---------- | ---------------------------------- | -------------------------------------------------------------------------------------------- |
| Allendorf               | 01.07.1974 | Stadt Allendorf, Landkreis Marburg | Der Name der Stadt Allendorf wurde am 01.01.1977 in Stadtallendorf geändert.                 |
| Allendorf (Eder)        | 01.01.1974 | Allendorf-Eder                     |                                                                                              |
| Allendorf (Lumda)       | 01.01.1975 | Allendorf a. d. Lumda              |                                                                                              |
| Alsbach-Hähnlein        | 01.01.1978 | Alsbach                            |                                                                                              |
| Assmannshausen          | 16.12.1970 | Aßmannshausen                      | Assmannshausen wurde am 01.01.1977 in die Stadt Rüdesheim am Rhein eingegliedert.            |
| Bad Arolsen             | 22.01.1997 | Arolsen                            |                                                                                              |
| Bad Camberg             | 27.08.1981 | Camberg                            |                                                                                              |
| Bad Emstal              | 27.08.1992 | Emstal                             |                                                                                              |
| Bad Endbach             | 11.10.1973 | Endbach                            |                                                                                              |
| Bad Hersfeld            | 27.08.1949 | Hersfeld                           |                                                                                              |
| Bad Homburg v. d. Höhe  | 01.01.1975 | Bad Homburg v. d. H.               |                                                                                              |
| Bad Karlshafen          | 27.05.1977 | Karlshafen                         |                                                                                              |
| Bad-König               | 27.02.1948 | König                              | Der Name der Gemeinde Bad-König wurde im Juni 1952 in Bad König geändert.                    |
| Bad König               | 27.06.1952 | Bad König                          |                                                                                              |
| Bad Nauheim             | 27.08.1869 | Nauheim                            |                                                                                              |
| Bad Orb                 | 27.08.1909 | Orb                                |                                                                                              |
| Bad Salzschlirf         | 27.08.1911 | Salzschlirf                        |                                                                                              |
| Bad Schwalbach          | 21.04.1927 | Langenschwalbach                   |                                                                                              |
| Bad Soden               | 27.08.1992 | Soden                              | Bad Soden wurde am 01.07.1974 in die Stadt Bad Soden-Salmünster eingegliedert.               |
| Bad Soden (Taunus)      | 01.01.1975 | Bad Soden a. Ts.                   | Der Name der Stadt Bad Soden (Taunus) wurde am 01.01.1977 in Bad Soden am Taunus geändert.   |
| Bad Soden am Taunus     | 01.01.1977 | Bad Soden (Taunus)                 |                                                                                              |
| Bad Vilbel              | 27.08.1948 | Vilbel                             |                                                                                              |
| Bad Wildungen           | 27.08.1906 | Nieder-Wildungen                   |                                                                                              |
| Bad Zwesten             | 27.08.1992 | Zwesten                            |                                                                                              |
| Biebesheim am Rhein     | 01.12.1979 | Biebesheim                         |                                                                                              |
| Borken                  | 01.01.1974 | Borken Bez. Kassel                 |                                                                                              |
| Breitenbach (Herzberg)  | 01.01.1975 | Breitenbach a. Herzberg            | Die Rückbenennung erfolgte am 01.01.1977.                                                    |
| Breitenbach a. Herzberg | 01.01.1977 | Breitenbach (Herzberg)             |                                                                                              |
| Ehrenberg (Rhön)        | 01.01.1979 | Ehrenberg                          |                                                                                              |
| Eltville (Rhein)        | 01.01.1975 | Eltville am Rhein                  | Die Rückbenennung erfolgte am 01.01.1977.                                                    |
| Eltville am Rhein       | 01.01.1977 | Eltville (Rhein)                   |                                                                                              |
| Flörsheim am Main       | 01.01.1978 | Flörsheim                          |                                                                                              |
| Frankenberg (Eder)      | 01.01.1974 | Frankenberg-Eder                   |                                                                                              |
| Frankfurt (Main)        | 01.01.1975 | Frankfurt am Main                  | Die Rückbenennung erfolgte am 01.01.1977.                                                    |
| Frankfurt am Main       | 01.01.1977 | Frankfurt (Main)                   |                                                                                              |
| Friedberg (Hessen)      | 01.01.1977 | Friedberg                          |                                                                                              |
| Gemünden (Felda)        | 14.03.1973 | Gemünden                           |                                                                                              |
| Gemünden (Wohra)        | 01.01.1974 | Gemünden an der Wohra              |                                                                                              |
| Gersfeld (Rhön)         | 01.01.1978 | Gersfeld                           |                                                                                              |
| Haina (Kloster)         | 01.01.1974 | Haina/Kloster                      |                                                                                              |
| Hattersheim am Main     | 01.01.1978 | Hattersheim                        |                                                                                              |
| Hatzfeld (Eder)         | 01.01.1974 | Hatzfeld/Eder                      |                                                                                              |
| Heppenheim (Bergstraße) | 01.01.1975 | Heppenheim a. d. Bergstr.          |                                                                                              |
| Heringen (Werra)        | 01.01.1977 | Heringen                           |                                                                                              |
| Hessisch Lichtenau      | 01.01.1974 | Hess. Lichtenau                    |                                                                                              |
| Heuchelheim a. d. Lahn  | 17.03.2019 | Heuchelheim                        |                                                                                              |
| Hochheim (Main)         | 01.01.1975 | Hochheim a. M.                     | Der Name der Stadt Hochheim (Main) wurde am 01.01.1977 in Hochheim am Main geändert.         |
| Hochheim am Main        | 01.01.1977 | Hochheim (Main)                    |                                                                                              |
| Höchst (Odenwald)       | 01.07.1973 | Höchst i. Odw.                     | Der Name der Gemeinde Höchst (Odenwald) wurde am 01.01.1977 in Höchst, Odw. geändert.        |
| Höchst, Odw.            | 01.01.1977 | Höchst (Odenwald)                  |                                                                                              |
| Hofheim (Taunus)        | 01.01.1975 | Hofheim a. Ts.                     | Der Name der Stadt Hofheim (Taunus) wurde am 01.01.1977 in Hofheim am Taunus geändert.       |
| Hofheim am Taunus       | 01.01.1977 | Hofheim (Taunus)                   |                                                                                              |
| Homberg                 | 01.01.1974 | Homberg Bez. Kassel                | Der Name der Stadt Homberg wurde am 01.01.1977 in Homberg (Efze) geändert.                   |
| Homberg (Efze)          | 01.01.1977 | Homberg                            |                                                                                              |
| Homberg (Ohm)           | 20.12.1973 | Homberg                            |                                                                                              |
| Kelkheim (Taunus)       | 01.01.1978 | Kelkheim                           |                                                                                              |
| Königstein (Taunus)     | 01.01.1975 | Königstein i. Ts.                  | Der Name der Stadt Königstein (Taunus) wurde am 01.01.1977 in Königstein im Taunus geändert. |
| Königstein im Taunus    | 01.01.1977 | Königstein (Taunus)                |                                                                                              |
| Kronberg im Taunus      | 01.01.1977 | Kronberg                           |                                                                                              |
| Lautertal (Odenwald)    | 01.07.1980 | Lautertal                          |                                                                                              |
| Lautertal (Vogelsberg)  | 01.02.1980 | Lautertal                          |                                                                                              |
| Limburg a. d. Lahn      | 01.01.1977 | Limburg                            |                                                                                              |
| Mörfelden-Walldorf      | 01.01.1978 | Waldfelden                         |                                                                                              |
| Mühlheim (Main)         | 01.01.1975 | Mühlheim am Main                   | Die Rückbenennung erfolgte am 01.01.1977.                                                    |
| Mühlheim am Main        | 01.01.1977 | Mühlheim (Main)                    |                                                                                              |
| Neustadt (Hessen)       | 01.01.1977 | Neustadt                           |                                                                                              |
| Obertshausen            | 01.01.1978 | Hausen                             |                                                                                              |
| Offenbach (Main)        | 01.01.1975 | Offenbach am Main                  | Die Rückbenennung erfolgte am 01.01.1977.                                                    |
| Offenbach am Main       | 01.01.1977 | Offenbach (Main)                   |                                                                                              |
| Philippsthal (Werra)    | 01.01.1977 | Philippsthal                       |                                                                                              |
| Reichelsheim (Wetterau) | 01.01.1977 | Reichelsheim                       |                                                                                              |
| Rosbach v. d. Höhe      | 14.03.1973 | Rosbach                            |                                                                                              |
| Rotenburg (Fulda)       | 01.01.1975 | Rotenburg a. d. Fulda              | Die Rückbenennung erfolgte am 01.01.1977.                                                    |
| Rotenburg a. d. Fulda   | 01.01.1977 | Rotenburg (Fulda)                  |                                                                                              |
| Rüdesheim (Rhein)       | 01.01.1975 | Rüdesheim am Rhein                 | Die Rückbenennung erfolgte am 01.01.1977.                                                    |
| Rüdesheim am Rhein      | 01.01.1977 | Rüdesheim (Rhein)                  |                                                                                              |
| Rüsselsheim am Main     | 30.07.2015 | Rüsselsheim                        |                                                                                              |
| Schmitten im Taunus     | 25.08.1921 | Schmitten                          |                                                                                              |
| Schwalbach (Taunus)     | 01.01.1975 | Schwalbach a. Ts.                  | Der Name der Stadt Schwalbach (Taunus) wurde am 01.01.1977 in Schwalbach geändert.           |
| Schwalbach              | 01.01.1977 | Schwalbach (Taunus)                | Der Name der Stadt Schwalbach wurde am 01.07.1978 in Schwalbach am Taunus geändert.          |
| Schwalbach am Taunus    | 01.07.1978 | Schwalbach                         |                                                                                              |
| Seeheim-Jugenheim       | 01.01.1978 | Seeheim                            |                                                                                              |
| Stadt Allendorf         | 01.01.1960 | Allendorf                          | Der Name der Stadt Allendorf wurde am 01.07.1974 in Allendorf geändert.                      |
| Stadtallendorf          | 01.01.1977 | Allendorf                          |                                                                                              |
| Steinau an der Straße   | 01.01.1978 | Steinau                            |                                                                                              |
| Steinbach (Taunus)      | 01.01.1975 | Steinbach a. Ts.                   |                                                                                              |
| Stockstadt (Rhein)      | 01.01.1975 | Stockstadt am Rhein                | Die Rückbenennung erfolgte am 01.01.1977.                                                    |
| Stockstadt am Rhein     | 01.01.1977 | Stockstadt (Rhein)                 |                                                                                              |
| Sulzbach (Taunus)       | 01.01.1975 | Sulzbach a. Ts.                    |                                                                                              |
| Tann (Rhön)             | 01.07.1978 | Tann                               |                                                                                              |
| Waldbrunn (Westerwald)  | 01.01.1977 | Waldbrunn                          |                                                                                              |
| Wetter                  | 01.07.1974 | Wetter (Hessen-Nassau)             | Der Name der Stadt Wetter wurde am 01.01.1977 in Wetter (Hessen) geändert.                   |
| Wetter (Hessen)         | 01.01.1977 | Wetter                             |                                                                                              |
| Willingen (Upland)      | 01.01.1974 | Willingen                          |                                                                                              |

## Mecklenburg-Vorpommern
| Name der Gemeinde                    | Datum      | vorheriger Name                      | Anmerkungen                                                                                     |
| ------------------------------------ | ---------- | ------------------------------------ | ----------------------------------------------------------------------------------------------- |
| Alt Tellin                           | 01.01.1951 | Siedenbüssow                         |                                                                                                 |
| Bad Kleinen                          | 01.01.1915 | Kleinen                              |                                                                                                 |
| Bad Sülze                            | 01.01.1927 | Sülze                                |                                                                                                 |
| Bandelin                             | 01.07.1950 | Kuntzow                              |                                                                                                 |
| Bergen auf Rügen                     | 06.11.1995 | Bergen/Rügen                         |                                                                                                 |
| Breechen                             | 01.07.1950 | Neuendorf                            | Breechen wurde am 13.06.2004 in die Gemeinde Gützkow eingegliedert.                             |
| Bresegard bei Eldena                 | 07.12.1995 | Bresegard                            |                                                                                                 |
| Bresegard bei Picher                 | 07.12.1995 | Bresegard                            |                                                                                                 |
| Burow                                | 01.01.1973 | Weitzin                              |                                                                                                 |
| Elmenhorst/Lichtenhagen              | 14.01.1992 | Elmenhorst                           |                                                                                                 |
| Gnevezow                             | 01.01.1951 | Moltzahn                             | Gnevezow wurde am 01.01.2003 in die Gemeinde Borrentin eingegliedert.                           |
| Hammer a. d. Uecker                  | 24.03.1994 | Hammer a. Uecker                     |                                                                                                 |
| Heringsdorf                          | 01.01.2006 | Dreikaiserbäder                      |                                                                                                 |
| Hohenbrünzow                         | 01.01.1951 | Strehlow                             | Hohenbrünzow wurde am 01.06.2004 in die Gemeinde Hohenmocker eingegliedert.                     |
| Hohenmocker                          | 01.01.1951 | Tentzerow                            |                                                                                                 |
| Insel Hiddensee                      | 02.02.1993 | Hiddensee                            |                                                                                                 |
| Kentzlin                             | 21.08.2002 | Neu-Kentzlin                         |                                                                                                 |
| Kirchdorf                            | 01.07.1950 | Jeeser                               | Kirchdorf wurde am 07.06.2009 in die Gemeinde Sundhagen eingegliedert.                          |
| Klatzow                              | 01.01.1951 | Buchar                               | Klatzow wurde am 01.01.1973 in die Stadt Altentreptow eingegliedert.                            |
| Klein Belitz                         | 02.08.2001 | Selow                                |                                                                                                 |
| Köchelstorf                          | 01.08.1999 | Köchelstorf b. Rehna                 | Köchelstorf fusionierte am 01.07.2011 mit der Gemeinde Wedendorf zur Gemeinde Wedendorfersee.   |
| Lancken-Granitz                      | 12.07.1950 | Lancken                              |                                                                                                 |
| Lebbin                               | 01.01.1951 | Kaluberhof                           | Lebbin wurde am 01.01.1973 in die Stadt Groß Teetzleben eingegliedert.                          |
| Lindetal                             | 01.04.2002 | Lindental                            |                                                                                                 |
| Malk Göhren                          | 04.11.1993 | Göhren                               |                                                                                                 |
| Mühl Rosin                           | 25.04.1991 | Bölkow                               |                                                                                                 |
| Neu Bartelshagen                     | 01.01.1951 | Buschenhagen                         | Neu Bartelshagen wurde am 26.05.2019 in die Gemeinde Niepars eingegliedert.                     |
| Neu Boltenhagen                      | 01.01.1951 | Adlig Boltenhagen                    |                                                                                                 |
| Niendorf an der Rögnitz              | 22.11.1993 | Niendorf                             | Niendorf an der Rögnitz wurde am 13.06.2004 in die Gemeinde Grebs-Niendorf eingegliedert.       |
| Pätow-Steegen                        | 13.05.1993 | Pätow                                |                                                                                                 |
| Plau am See                          | 01.11.1994 | Plau                                 |                                                                                                 |
| Plestlin                             | 01.01.1951 | Neu Plestlin                         | Plestlin wurde am 01.01.1974 in die Gemeinde Bentzin eingegliedert.                             |
| Röbel/Müritz                         | 10.03.1995 | Röbel (Müritz)                       |                                                                                                 |
| Rüterberg                            | 01.01.2002 | Rüterberg („Dorfrepublik“ 1961–1989) | Rüterberg wurde am 13.06.2004 in die Stadt Dömitz eingegliedert.                                |
| Rüterberg („Dorfrepublik“ 1961–1989) | 01.07.1950 | Rüterberg                            | Die Rückbenennung erfolgte am 01.01.2002.                                                       |
| Sassnitz                             | 02.02.1993 | Saßnitz                              |                                                                                                 |
| Schildetal                           | 01.10.2009 | Badow-Renzow                         |                                                                                                 |
| Schloen-Dratow                       | 01.01.2014 | Dratow-Schloen                       |                                                                                                 |
| Stolpe an der Peene                  | 26.09.2014 | Stolpe                               |                                                                                                 |
| Stolpe auf Usedom                    | 15.01.1996 | Stolpe                               |                                                                                                 |
| Strasburg (Uckermark)                | 01.03.1995 | Strasburg                            |                                                                                                 |
| Thiessow                             | 20.03.1995 | Thießow                              | Thiessow schloss sich am 01.01.2018 mit zwei weiteren Gemeinden zur Gemeinde Mönchgut zusammen. |
| Torgelow am See                      | 15.01.1996 | Torgelow                             |                                                                                                 |
| Torgelow-Holländerei                 | 30.09.1998 | Torgelow, Holländerei                | Torgelow-Holländerei wurde am 25.05.2014 in die Stadt Torgelow eingegliedert.                   |
| Ummanz                               | 15.01.1996 | Ummanz (Insel)                       |                                                                                                 |
| Vitense                              | 11.02.1991 | Vitense Parber                       | Vitense wurde am 25.05.2014 in die Stadt Rehna eingegliedert.                                   |
| Vogelsang-Warsin                     | 09.12.1995 | Vogelsang                            |                                                                                                 |
| Weitendorf                           | 16.03.2000 | Weitendorf b. Brüel                  |                                                                                                 |
| Wilmshagen                           | 01.07.1950 | Bremerhagen                          | Wilmshagen wurde am 07.06.2009 in die Gemeinde Sundhagen eingegliedert.                         |
| Zapel                                | 03.12.1997 | Dorf Zapel                           |                                                                                                 |
| Zemmin                               | 01.01.1951 | Bentzin                              | Lebbin wurde am 01.08.1963 in die Gemeinde Bentzin eingegliedert.                               |

## Niedersachsen
| Name der Gemeinde      | Datum      | vorheriger Name          | Anmerkungen                                                                    |
| ---------------------- | ---------- | ------------------------ | ------------------------------------------------------------------------------ |
| Ahlden (Aller)         | 11.06.1981 | Ahlden                   |                                                                                |
| Bad Bentheim           | 06.06.1979 | Bentheim                 |                                                                                |
| Bad Bevensen           | 12.05.1976 | Bevensen                 |                                                                                |
| Bad Bodenteich         | 01.10.1998 | Bodenteich               |                                                                                |
| Bad Eilsen             | 01.01.1971 | Eilsen                   |                                                                                |
| Bad Essen              | 01.01.1902 | Essen                    |                                                                                |
| Bad Fallingbostel      | 05.08.2002 | Fallingbostel            |                                                                                |
| Bad Gandersheim        | 01.01.1932 | Gandersheim              |                                                                                |
| Bad Grund (Harz)       | 01.01.1906 | Grund (Harz)             |                                                                                |
| Bad Harzburg           | 27.05.1892 | Neustadt-Harzburg        |                                                                                |
| Bad Iburg              | 01.01.1967 | Iburg                    |                                                                                |
| Bad Laer               | 01.09.1975 | Laer                     |                                                                                |
| Bad Lauterberg im Harz | 01.01.1906 | Lauterberg               |                                                                                |
| Bad Münder             | 01.01.1936 | Münder                   |                                                                                |
| Bad Pyrmont            | 01.01.1905 | Pyrmont                  |                                                                                |
| Bad Rothenfelde        | 01.01.1963 | Rothenfelde              |                                                                                |
| Bad Sachsa             | 01.01.1905 | Sachsa                   |                                                                                |
| Bad Salzdetfurth       | 10.12.1921 | Salzdetfurth             |                                                                                |
| Bad Zwischenahn        | 01.01.1919 | Zwischenahn              |                                                                                |
| Balge                  | 23.01.1976 | Nienhorst                |                                                                                |
| Ehrenburg              | 27.04.1976 | Schmalförden             |                                                                                |
| Göhr                   | 16.03.1936 | Göhrde                   | Göhr wurde am 1. Juli 1972 in die Gemeinde Schnega eingegliedert.              |
| Göhrde                 | 30.11.1976 | Metzingen                |                                                                                |
| Handeloh               | 16.03.1936 | Handorf bei Tostedt      |                                                                                |
| Häuslingen             | 01.03.1974 | Groß Häuslingen          |                                                                                |
| Hoheneggelsen          | 01.05.1981 | Söhlde                   | Die Rückbenennung erfolgte am 7. April 1982.                                   |
| Hollern-Twielenfleth   | 01.07.1984 | Hollern                  |                                                                                |
| Isernhagen             | 01.06.1975 | Warmbüchen               |                                                                                |
| Lemwerder              | 15.11.1972 | Altenesch                |                                                                                |
| Liepehöfen             | 16.03.1936 | Liepe                    | Liepehöfen wurde am 1. Juli 1972 in die Stadt Dannenberg (Elbe) eingegliedert. |
| Neuenkirchen-Vörden    | 01.10.1993 | Neuenkirchen (Oldenburg) |                                                                                |
| Nienwalde              | 16.03.1936 | Niendorf bei Gartow      | Nienwalde wurde am 1. Juli 1972 in den Flecken Gartow eingegliedert.           |
| Nienwedel              | 16.03.1936 | Niendorf                 | Nienwedel wurde am 1. Juli 1972 in die Stadt Hitzacker (Elbe) eingegliedert.   |
| Oetzendorf             | 11.09.1936 | Oitzendorf               | Oetzendorf wurde am 1. Juli 1972 in die Gemeinde Weste eingegliedert.          |
| Rosengarten            | 18.07.1973 | Nenndorf                 |                                                                                |
| Söhlde                 | 07.04.1982 | Hoheneggelsen            |                                                                                |
| Tülau                  | 01.03.1974 | Tülau-Fahrenhorst        |                                                                                |

## Nordrhein-Westfalen
| Name der Gemeinde         | Datum      | vorheriger Name                        | Anmerkungen |
| ------------------------- | ---------- | -------------------------------------- | --- |
| Allendorf (Sauerland)     | 03.07.?    | Allendorf                              | Allendorf (Sauerland) wurde am 01.01.1975 in die Stadt Sundern (Sauerland) eingegliedert.                                                                                                   |
| Amecke (Sorpesee)         | 03.07.?    | Amecke                                 | Amecke (Sorpesee) wurde am 01.01.1975 in die Stadt Sundern (Sauerland) eingegliedert. |
| Annen                     | 26.08.1907 | Annen-Wullen                           | Annen wurde am 01.08.1929 in die Stadt Witten eingegliedert. |
| Bad Berleburg             | 01.07.1971 | Berleburg                              | |
| Bad Driburg               | 01.01.1919 | Driburg (Westfalen)                    | |
| Bad Honnef                | 27.01.1960 | Honnef                                 | |
| Bad Laasphe               | 01.01.1984 | Laasphe                                | |
| Bad Lippspringe           | 01.01.1913 | Lippspringe                            | |
| Bad Münstereifel          | 01.01.1967 | Münstereifel                           | |
| Bad Salzuflen             | 14.04.1914 | Salzuflen                              | |
| Bad Sassendorf            | 01.01.1906 | Sassendorf                             | |
| Bad Westernkotten         | 01.01.1958 | Westernkotten                          | Bad Westernkotten wurde am 01.01.1975 in die Stadt Erwitte eingegliedert. |
| Bad Wünnenberg            | 01.01.2000 | Wünnenberg                             | |
| Barkhausen an der Porta   | 03.07.?    | Barkhausen                             | Barkhausen an der Porta wurde am 01.01.1973 in die Stadt Porta Westfalica eingegliedert. |
| Barnhausen                | 01.01.1929 | Brincke                                | Barnhausen wurde am 01.07.1969 in die Stadt Borgholzhausen eingegliedert. |
| Bielstein                 | 01.01.1960 | Drabenderhöhe                          | Bielstein wurde am 01.07.1969 in die Stadt Wiehl eingegliedert. |
| Bismarck                  | 06.02.1900 | Braubauerschaft                        | Bismarck wurde am 01.04.1903 in die Stadt Gelsenkirchen eingegliedert. |
| Bökenförde                | 01.01.1956 | Böckenförde                            | Bökenförde wurde am 01.01.1975 in die Stadt Lippstadt eingegliedert. |
| Borkenwirthe              | 00ca. 1900 | Borkenwirthe-Burlo (auch Wirthe-Burlo) | Borkenwirthe wurde am 01.07.1969 in die Stadt Borken eingegliedert. |
| Bösperde                  | 24.06.1930 | Holzen bei Menden                      | Bösperde wurde am 01.01.1975 in die Stadt Menden (Sauerland) eingegliedert. |
| Bredeney                  | 01.01.1900 | Zweihonnschaften                       | Bredeney wurde am 01.04.1915 in die Stadt Essen eingegliedert. |
| Breitscheid               | 12.10.1937 | Breitscheid-Ratingen                   | Breitscheid wurde am 01.01.1975 in die Stadt Ratingen eingegliedert. |
| Bruchhausen (Ruhr)        | 03.07.?    | Bruchhausen                            | Bruchhausen (Ruhr) wurde am 01.01.1975 in die Stadt Arnsberg eingegliedert. |
| Cobbenrode (Sauerland)    | 03.07.?    | Cobbenrode                             | Cobbenrode (Sauerland) wurde am 01.01.1975 in die Gemeinde Eslohe (Sauerland) eingegliedert.                                                                                                |
| Delecke (Möhnesee)        | 03.07.?    | Delecke                                | Delecke (Möhnesee) wurde am 01.07.1969 in die Gemeinde Möhnesee eingegliedert. |
| Derne                     | 27.10.1923 | Altenderne-Oberbecker                  | Derne wurde am 01.04.1928 in die Stadt Dortmund eingegliedert. |
| Duisburg                  | 01.04.1935 | Duisburg-Hamborn                       | Die Stadt ist kreisfrei. |
| Emmerich am Rhein         | 01.12.2001 | Emmerich                               | |
| Eslohe (Sauerland)        | 03.07.?    | Eslohe                                 | |
| Freienohl (Sauerland)     | 03.07.?    | Freienohl                              | Freienohl (Sauerland) wurde am 01.01.1975 in die Stadt Meschede eingegliedert. |
| Fröndenberg/Ruhr          | 01.06.2003 | Fröndenberg                            | |
| Gadderbaum                | 01.01.1883 | Sandhagen, Gadderbaum und Bleichbezirk | Gadderbaum wurde am 01.01.1973 in die Stadt Bielefeld eingegliedert. |
| Geisweid                  | 01.06.1963 | Klafeld                                | Geisweid wurde am 01.07.1966 in die Stadt Hüttental eingegliedert. |
| Gelsenkirchen             | 21.05.1930 | Gelsenkirchen-Buer                     | Die Stadt ist kreisfrei. |
| Gevelsberg                | 01.05.1867 | Mylinghausen                           | |
| Götterswickerhamm         | 01.01.1913 | Görsicker                              | Götterswickerhamm wurde im Jahr 1922 in die Gemeinde Löhnen eingegliedert. |
| Grevenbrück               | 24.10.1930 | Förde                                  | Grevenbrück wurde am 01.07.1969 in die Stadt Lennestadt eingegliedert. |
| Günne (Möhnesee)          | 03.07.?    | Günne                                  | Günne (Möhnesee) wurde am 01.07.1969 in die Gemeinde Möhnesee eingegliedert. |
| Haltern am See            | 01.12.2001 | Haltern                                | |
| Herzebrock-Clarholz       | 26.04.1985 | Herzebrock                             | |
| Hohenlimburg              | 01.01.1879 | Limburg                                | Hohenlimburg wurde am 01.01.1975 in die Stadt Hagen eingegliedert. |
| Holzhausen an der Porta   | 03.07.?    | Holzhausen                             | Holzhausen an der Porta wurde am 01.01.1973 in die Stadt Porta Westfalica eingegliedert. |
| Horn-Bad Meinberg         | 10.09.1970 | Bad Meinberg-Horn                      | |
| Horn-Mielinghausen        | 00ca. 1900 | Horn                                   | Der Name der Gemeinde Horn-Mielinghausen wurde am 23.09.1954 in Horn-Millinghausen geändert.                                                                                                |
| Horn-Millinghausen        | 23.09.1954 | Horn-Mielinghausen                     | Horn-Millinghausen wurde am 01.01.1975 in die Stadt Erwitte eingegliedert. |
| Kaan-Marienborn           | 09.01.1948 | Kaan                                   | Kaan-Marienborn wurde am 01.07.1966 in die Stadt Siegen eingegliedert. |
| Kachtenhausen             | 01.12.1963 | Wellentrup                             | Kachtenhausen wurde am 01.01.1970 in die Stadt Lage eingegliedert. |
| Kaldenhausen              | 01.01.1927 | Hohenbudberg-Kaldenhausen              | Kaldenhausen wurde am 01.07.1934 in die Gemeinde Rumeln eingegliedert. |
| Kamp-Lintfort             | 00ca. 1935 | Camp-Lintfort                          | |
| Karnap                    | 01.01.1910 | Carnap                                 | Karnap wurde am 01.08.1929 in die Stadt Essen eingegliedert. |
| Köln                      | 10.04.1920 | Cöln und Köln                          | Bis zum Änderungsdatum waren beide Schreibweisen erlaubt und gebräuchlich. Die Stadt ist kreisfrei.                                                                                         |
| Körbecke (Möhnesee)       | 03.07.?    | Körbecke                               | Körbecke (Möhnesee) wurde am 01.07.1969 in die Gemeinde Möhnesee eingegliedert. |
| Krefeld                   | 25.11.1925 | Crefeld und Krefeld                    | Bis zum Änderungsdatum waren beide Schreibweisen erlaubt und gebräuchlich. Die Stadt bildete einen Stadtkreis. Sie wurde am 01.08.1929 in die Stadt Krefeld-Uerdingen a. Rh. eingegliedert. |
| Krefeld                   | 25.04.1940 | Krefeld-Uerdingen a. Rh.               | Die Stadt ist kreisfrei. |
| Kreuztal                  | 17.03.1928 | Emsdorf                                | |
| Kurl                      | 02.09.1915 | Courl                                  | Derne wurde am 01.04.1928 in die Stadt Dortmund eingegliedert. |
| Langscheid (Sorpesee)     | 03.07.?    | Langscheid                             | Langscheid (Sorpesee) wurde am 01.01.1975 in die Stadt Sundern (Sauerland) eingegliedert.                                                                                                   |
| Lendringsen               | 03.01.1936 | Böingsen                               | Lendringsen wurde am 01.01.1975 in die Stadt Menden (Sauerland) eingegliedert. |
| Meiste                    | 01.01.1911 | Miste                                  | Meiste wurde am 01.01.1975 in die Stadt Rüthen eingegliedert. |
| Menden (Sauerland)        | 03.07.?    | Menden                                 | |
| Mönchengladbach           | 11.10.1960 | M. Gladbach                            | Die Stadt ist kreisfrei. |
| Monheim am Rhein          | 15.10.1993 | Monheim                                | |
| Mülheim an der Ruhr       | 27.03.1991 | Mülheim a. d. Ruhr                     | Die Stadt ist kreisfrei. |
| Muldenau                  | 01.01.1919 | Pissenheim                             | |
| Neuss                     | 01.01.1968 | Neuß                                   | Neuss war bis zum 31.12.1974 kreisfrei. |
| Neviges                   | 14.06.1935 | Hardenberg                             | Neviges wurde am 01.01.1975 in die Stadt Velbert eingegliedert. |
| Niederdornberg-Deppendorf | 00ca. 1900 | Niederdornberg                         | Niederdornberg-Deppendorf wurde am 01.01.1973 in die Stadt Bielefeld eingegliedert. |
| Niedermehnen              | 00ca. 1860 | Mehnen                                 | Niedermehnen wurde am 01.01.1973 in die Gemeinde Stemwede eingegliedert. |
| Nümbrecht                 | 01.01.1969 | Homburg                                | |
| Oeventrop                 | 06.05.1905 | Dinschede                              | Oeventrop wurde am 01.01.1975 in die Stadt Arnsberg eingegliedert. |
| Preußisch Oldendorf       | 01.01.1905 | Oldendorf                              | |
| Preußisch Ströhen         | 03.07.?    | Ströhen                                | Preußisch Ströhen wurde am 01.01.1973 in die Stadt Rahden eingegliedert. |
| Reiste (Sauerland)        | 03.07.?    | Reiste                                 | Reiste (Sauerland) wurde am 01.01.1975 in die Gemeinde Eslohe (Sauerland) eingegliedert. |
| Rheinkamp                 | 01.01.1950 | Repelen-Baerl                          | Rheinkamp wurde am 01.01.1975 in die Stadt Moers eingegliedert. |
| Rumeln-Kaldenhausen       | 02.08.1950 | Rumeln                                 | Rumeln-Kaldenhausen wurde am 01.01.1975 in die Stadt Duisburg eingegliedert. |
| Schloß Holte              | 28.10.1964 | Liemke                                 | Schloß Holte wurde am 01.01.1970 in die Stadt Schloß Holte-Stukenbrock eingegliedert. |
| Schloß Neuhaus            | 10.09.1957 | Neuhaus                                | Schloß Neuhaus wurde am 01.01.1975 in die Stadt Paderborn eingegliedert. |
| Sennestadt                | 14.05.1965 | Senne II                               | Sennestadt wurde am 01.01.1973 in die Stadt Bielefeld eingegliedert. |
| Sodingen                  | 01.04.1928 | Giesenberg-Sodingen                    | Sodingen wurde am 01.04.1928 in die Stadt Herne eingegliedert. |
| Spork-Eichholz            | 11.08.1954 | Spork                                  | Spork-Eichholz wurde am 01.01.1970 in die Stadt Detmold eingegliedert. |
| Stockum (Möhnesee)        | 03.07.?    | Stockum                                | Stockum (Möhnesee) wurde am 01.07.1969 in die Gemeinde Möhnesee eingegliedert. |
| Sundern (Sauerland)       | 03.07.?    | Sundern                                | |
| Völlinghausen (Möhnesee)  | 03.07.?    | Völlinghausen                          | Völlinghausen (Möhnesee) wurde am 01.07.1969 in die Gemeinde Möhnesee eingegliedert. |
| Wamel (Möhnesee)          | 03.07.?    | Wamel                                  | Wamel (Möhnesee) wurde am 01.07.1969 in die Gemeinde Möhnesee eingegliedert. |
| Wanne                     | 13.08.1897 | Bickern                                | Wanne wurde am 01.04.1926 in die Stadt Wanne-Eickel eingegliedert. |
| Wenholthausen (Sauerland) | 03.07.?    | Wenholthausen                          | Wenholthausen (Sauerland) wurde am 01.01.1975 in die Gemeinde Eslohe (Sauerland) eingegliedert.                                                                                             |
| Werne                     | 19.03.1976 | Werne a. d. Lippe                      | |
| Wuppertal                 | 25.01.1930 | Barmen-Elberfeld                       | Die Stadt ist kreisfrei. |

## Rheinland-Pfalz
| Name der Gemeinde              | Datum      | vorheriger Name                         | Anmerkungen                                                                                         |
| ------------------------------ | ---------- | --------------------------------------- | --------------------------------------------------------------------------------------------------- |
| Alsenbrück-Langmeil            | 03.07.1880 | Alsenbrück                              | Alsenbrück-Langmeil wurde am 10.06.1979 in die Ortsgemeinde Winnweiler eingegliedert.               |
| Alsheim-Gronau                 | 03.07.1921 | Alsheim                                 | Alsheim-Gronau wurde am 07.06.1969 in die Ortsgemeinde Rödersheim-Gronau eingegliedert.             |
| Auw an der Kyll                | 01.01.1971 | Auw                                     | Die Gemeinde hatte damals die Kennziffer 07 232 006.                                                |
| Auw bei Prüm                   | 01.01.1971 | Auw                                     | Die Gemeinde hatte damals die Kennziffer 07 232 202.                                                |
| Bad Bergzabern                 | 01.01.1963 | Bergzabern                              | |
| Bad Dürkheim                   | 03.07.1904 | Dürkheim                                | |
| Bad Ems                        | 03.07.1913 | Ems                                     | |
| Bad Hönningen                  | 03.07.1950 | Hönningen                               | |
| Bad Kreuznach                  | 03.07.1924 | Kreuznach                               | |
| Bad Marienberg                 | 10.08.1960 | Marienberg                              | |
| Bad Münster                    | 03.07.1905 | Münster                                 | Bad Münster wurde am 09.06.1969 in die Ortsgemeinde Bad Münster-Ebernburg eingegliedert.            |
| Bad Münster am Stein-Ebernburg | 01.11.1969 | Bad Münster-Ebernburg                   | Bad Münster am Stein-Ebernburg wurde am 01.01.2014 in die Stadt Bad Kreuznach eingegliedert.        |
| Bad Neuenahr                   | 03.07.1927 | Neuenahr                                | Bad Niederbreisig wurde am 07.06.1969 in die Stadt Bad Neuenahr-Ahrweiler eingegliedert.            |
| Bad Niederbreisig              | 05.05.1958 | Niederbreisig                           | Bad Niederbreisig wurde am 07.06.1969 in die Stadt Bad Breisig eingegliedert.                       |
| Bad Sobernheim                 | 11.12.1995 | Sobernheim                              | |
| Bermersheim vor der Höhe       | 01.04.1971 | Bermersheim                             | |
| Bingen am Rhein                | 01.07.1982 | Bingen                                  | |
| Birken-Honigsessen             | 01.08.1978 | Birken-Bruchen                          | |
| Börfink                        | 01.01.1971 | Börfink-Mühl                            | |
| Brohl-Lützing                  | 01.02.1971 | Brohl-Lützingen                         | |
| Brücktal                       | 01.01.1971 | Brück                                   | Die Gemeinde hatte damals die Kennziffer 07 233 208.                                                |
| Caan                           | 01.01.1975 | Caan (Oberwesterwaldkreis)              | |
| Colgenstein-Heidesheim         | 03.07.1927 | Colgenstein                             | Colgenstein-Heidesheim wurde am 07.06.1969 in die Ortsgemeinde Obrigheim (Pfalz) eingegliedert.     |
| Dreis-Brück                    | 01.09.1977 | Dreis                                   | |
| Elsoff (Westerwald)            | 01.01.1975 | Elsoff (Oberwesterwaldkreis)            | |
| Forst (Eifel)                  | 01.06.1970 | Forst                                   | Die Gemeinde hatte damals die Kennziffer 07 135 031.                                                |
| Forst (Hunsrück)               | 01.06.1970 | Forst                                   | Die Gemeinde hatte damals die Kennziffer 07 135 032.                                                |
| Fronhofen bei Bernkastel-Kues  | 01.01.1973 | Fronhofen (Landkreis Bernkastel)        | Fronhofen bei Bernkastel-Kues wurde am 17.03.1974 in die Ortsgemeinde Kleinich eingegliedert.       |
| Gimsbach                       | 15.07.1936 | Gimbsbach                               | Gimsbach wurde am 20.03.1971 in die Ortsgemeinde Matzenbach eingegliedert.                          |
| Glan-Münchweiler               | 03.07.1885 | Münchweiler a.Glan                      | |
| Grimburg                       | 30.09.1932 | Sauscheid                               | Erlass des Staatsministeriums vom 30. September 1932                                                |
| Hahn am See                    | 01.05.1980 | Hahn bei Wallmerod                      | |
| Hainau                         | 01.02.1971 | Pissighofen                             | |
| Hausen (Wied)                  | 01.10.1971 | Bremscheid                              | |
| Herschbach                     | 01.01.1976 | Herschbach (Unterwesterwaldkreis)       | |
| Herschbach (Oberwesterwald)    | 01.01.1976 | Herschbach (Oberwesterwaldkreis)        | |
| Hochborn                       | 01.03.1971 | Blödesheim                              | |
| Kaden                          | 01.01.1975 | Kaden (Oberwesterwaldkreis)             | |
| Katzwinkel (Sieg)              | 01.07.1970 | Nochen                                  | |
| Kirchen (Sieg)                 | 07.06.1969 | Kirchen-Wehbach (Sieg)                  | |
| Koblenz                        | 24.05.1926 | Coblenz und Koblenz                     | Bis zum Änderungsdatum waren beide Schreibweisen erlaubt und gebräuchlich. Die Stadt ist kreisfrei. |
| Kusel                          | 03.07.1865 | Cusel                                   | |
| Lambrecht                      | 03.07.1888 | Lambrecht-Grevenhausen                  | |
| Leiningen                      | 01.01.1981 | Leiningen-Lamscheid                     | |
| Maikammer                      | 03.07.1938 | Maikammer-Alsterweiler                  | |
| Mittelhof                      | 01.03.1986 | Blickhauserhöhe                         | |
| Mörsbach                       | 01.01.1975 | Mörsbach (Oberwesterwaldkreis)          | |
| Neuenahr                       | 09.06.1875 | Wadenheim                               | Der Name der Gemeinde Neuenahr wurde im Jahr 1927 in Bad Neuenahr geändert.                         |
| Neupotz                        | 03.07.1938 | Neupfotz                                | |
| Neustadt an der Haardt         | 12.11.1945 | Neustadt an der Weinstraße              | Die Stadt ist kreisfrei. Die erneute Rückbenennung erfolgte am 28.09.1950.                          |
| Neustadt an der Weinstraße     | 12.11.1936 | Neustadt an der Haardt                  | Die Stadt ist kreisfrei. Die Rückbenennung erfolgte im Jahr 1945.                                   |
| Neustadt an der Weinstraße     | 28.09.1950 | Neustadt an der Haardt                  | Die Stadt ist kreisfrei.                                                                            |
| Neustadt/Westerwald            | 01.03.1987 | Neustadt                                | |
| Oberhausen bei Kirn            | 01.06.1970 | Oberhausen                              | |
| Obernheim-Kirchenarnbach       | 03.07.1911 | Kirchenarnbach-Obernheim                | |
| Quirnbach/Pfalz                | 01.05.1976 | Quirnbach bei Kusel                     | |
| Reichenbachsteegen             | 03.07.1911 | Steegen                                 | Reichenbachsteegen wurde am 07.06.1969 in die Ortsgemeinde Reichenbach-Steegen eingegliedert.       |
| Roth an der Our                | 01.01.1971 | Roth                                    | Die Gemeinde hatte damals die Kennziffer 07 232 112.                                                |
| Roth bei Prüm                  | 01.01.1971 | Roth                                    | Die Gemeinde hatte damals die Kennziffer 07 232 302.                                                |
| Schmittweiler                  | 28.05.1979 | Schmittweiler (Amtsgericht Lauterecken) | |
| Seelbach bei Hamm (Sieg)       | 01.05.1973 | Seelbach, Amt Hamm                      | |
| Selbach (Sieg)                 | 01.05.1973 | Selbach, Amt Wissen                     | |
| Sevenig bei Neuerburg          | 01.01.1971 | Sevenig                                 | Die Gemeinde hatte damals die Kennziffer 07 232 121.                                                |
| Sevenig (Our)                  | 01.01.1971 | Sevenig                                 | Die Gemeinde hatte damals die Kennziffer 07 232 310.                                                |
| Simmern/Hunsrück               | 01.06.1980 | Simmern                                 | |
| Simmertal                      | 01.02.1971 | Simmern unter Dhaun                     | |
| Stahlhofen am Wiesensee        | 01.01.1975 | Stahlhofen                              | |
| Steinebach/Sieg                | 01.03.1986 | Steinebach                              | |
| Ulmen                          | 01.12.1970 | Ulmen (Ulmen-Meiserich)                 | |
| Utscheid                       | 01.03.1971 | Outscheid                               | |
| Wallhalben                     | 01.08.1972 | Wallhalben-Oberhausen                   | |
| Weiler bei Bingen              | 01.01.1973 | Weiler b. Bingerbrück                   | |
| Weinsheim                      | 01.05.1980 | Gondelsheim                             | |
| Wilgartswiesen                 | 03.07.1931 | Wilgartswiesen-Hofstätten               | |

## Saarland
| Name der Gemeinde | Datum      | vorheriger Name     | Anmerkungen                                                               |
| ----------------- | ---------- | ------------------- | ------------------------------------------------------------------------- |
| Schönbruch        | 22.08.1935 | Beaumarais          | 1945 nach der 1936 erfolgten Eingemeindung zurück in Beaumarais umbenannt |
| Saarlautern       | 13.01.1936 | Saarlouis           |                                                                           |
| Hüttersdorf       | 11.05.1937 | Hüttersdorf-Buprich |                                                                           |
| Saarlouis         | 14.07.1945 | Saarlautern         |                                                                           |
| Bous              | 12.10.1982 | Bous/Saar           |                                                                           |
| Neunkirchen       | 12.10.1982 | Neunkirchen/Saar    |                                                                           |
| Saarfels          | 16.05.1923 | Fickingen           | gehört heute zu Beckingen                                                 |
| Schwalbach        | 12.10.1982 | Schwalbach/Saar     |                                                                           |

## Sachsen
| Name der Gemeinde        | Datum      | vorheriger Name        | Anmerkungen |
| ------------------------ | ---------- | ---------------------- | --- |
| Adelsdorf                | 01.05.1991 | Dorf der Jugend        | Adelsdorf wurde am 01.01.1997 in die Gemeinde Lampertswalde eingegliedert.                                                   |
| Adorf/Vogtl.             | 11.08.2006 | Adorf                  | |
| Arnsdorf                 | 25.01.2002 | Arnsdorf b. Dresden    | |
| Bad Brambach             | 03.07.1922 | Brambach               | Der Name der Gemeinde Bad Brambach wurde im Jahr 1933 in Radiumbad Brambach geändert.                                        |
| Bad Brambach             | 03.07.1963 | Radiumbad Brambach     | |
| Bad Düben                | 03.07.1948 | Düben                  | |
| Bad Elster               | 03.07.1875 | Elster                 | |
| Bad Gottleuba            | 20.12.1936 | Gottleuba              | Bad Gottleuba wurde am 01.01.1999 in die Stadt Bad Gottleuba-Berggießhübel eingegliedert.                                    |
| Bad Lausick              | 03.07.1913 | Lausick                | |
| Bad Muskau               | 03.07.1961 | Muskau                 | |
| Bad Schandau             | 03.07.1920 | Schandau               | |
| Bad Schlema              | 18.01.2005 | Schlema                | |
| Bernstadt a. d. Eigen    | 01.04.1995 | Bernstadt              | |
| Boxberg/O.L.             | 12.02.1999 | Boxberg                | |
| Bretnig-Hauswalde        | 01.01.1991 | Bretnig                | Bretnig-Hauswalde wurde am 01.01.2017 in die Stadt Großröhrsdorf eingegliedert.                                              |
| Chemnitz                 | 01.01.1990 | Karl-Marx-Stadt        | Dies ist das juristische Wirkungsdatum. Der Stadtrat beschloss am 01.06.1990 die Umbenennung. Die Stadt ist heute kreisfrei. |
| Dorfchemnitz             | 06.11.2003 | Dorfchemnitz b. Sayda  | |
| Dorf der Jugend          | 30.09.1950 | Adelsdorf              | Die Rückbenennung erfolgte am 01.05.1991.                                                                                    |
| Ebersbach/Sa.            | 06.11.1997 | Ebersbach              | Ebersbach/Sa. wurde am 01.01.2011 in die Stadt Ebersbach-Neugersdorf eingegliedert.                                          |
| Erlabrunn                | 15.07.1967 | Steinheidel            | Erlabrunn wurde am 01.07.2005 in die Gemeinde Breitenbrunn/Erzgeb. eingegliedert.                                            |
| Grünhain-Beierfeld       | 01.01.2005 | Beierfeld              | |
| Heinsdorfergrund         | 01.04.1994 | Heinsdorf              | |
| Helbigsdorf-Blankenstein | 29.05.1991 | Helbigsdorf            | Helbigsdorf-Blankenstein wurde am 01.01.1996 in die Stadt Wilsdruff eingegliedert.                                           |
| Hirschstein              | 01.10.1996 | Mehlteuer              | |
| Karl-Marx-Stadt          | 10.05.1953 | Chemnitz               | Die Stadt bildete einen Stadtkreis. Die Rückbenennung erfolgte am 01.01.1990.                                                |
| Klingenthal              | 15.06.2007 | Klingenthal/Sa.        | |
| Knappenrode              | 27.01.1950 | Werminghoff            | Knappenrode wurde am 01.01.1994 in die Stadt Hoyerswerda eingegliedert.                                                      |
| Krauschwitz i.d. O.L.    | 14.07.2017 | Krauschwitz            | |
| Leippe-Torno             | 17.01.1992 | Leippe                 | Leippe-Torno wurde am 01.01.2007 in die Stadt Lauta eingegliedert.                                                           |
| Lichtenau                | 11.09.2000 | Auerswalde             | |
| Neukirchen-Wyhra         | 22.12.1992 | Neukirchen             | Neukirchen-Wyhra wurde am 01.10.1993 in die Gemeinde Wyhratal eingegliedert.                                                 |
| Oelsnitz/Vogtl.          | 15.06.2007 | Oelsnitz               | |
| Pausa-Mühltroff          | 01.01.2013 | Pausa/Vogtl.           | |
| Pockau                   | 01.01.1995 | Pockau/Flöhatal        | Pockau wurde am 01.01.2014 in die Stadt Pockau-Lengefeld eingegliedert.                                                      |
| Radiumbad Brambach       | 03.07.1933 | Bad Brambach           | Die Rückbenennung erfolgte im Jahr 1963.                                                                                     |
| Reichenbach im Vogtland  | 04.04.2003 | Reichenbach/Vogtl.     | |
| Querbitzsch              | 01.07.1950 | Pommlitz               | Querbitzsch wurde am 21.09.1973 in die Gemeinde Ablaß eingegliedert.                                                         |
| Schweta                  | 30.09.1991 | Niedergoseln           | Schweta wurde am 01.03.1994 in die Stadt Mügeln eingegliedert.                                                               |
| Tannenbergsthal          | 03.08.2007 | Tannenbergsthal/Vogtl. | Tannenbergsthal wurde am 03.08.2007 in die Gemeinde Muldenhammer eingegliedert.                                              |
| Taura                    | 26.01.2000 | Taura b. Burgstädt     | |
| Thermalbad Wiesenbad     | 01.01.2005 | Wiesa                  | |
| Weißwasser/O.L.          | 18.06.1997 | Weißwasser             | |
| Wurschen                 | 01.01.1957 | Nechern                | Wurschen wurde am 01.03.1994 in die Stadt Weißenberg eingegliedert.                                                          |

## Sachsen-Anhalt
| Name der Gemeinde          | Datum      | vorheriger Name      | Anmerkungen                                                                                 |
| -------------------------- | ---------- | -------------------- | ------------------------------------------------------------------------------------------- |
| Abtsdorf                   | 01.12.1995 | Euper                | Abtsdorf wurde am 01.01.2009 in die Lutherstadt Wittenberg eingegliedert.                   |
| Bad Bibra                  | 03.07.1925 | Bibra                |                                                                                             |
| Bad Dürrenberg             | 03.07.1935 | Dürrenberg           |                                                                                             |
| Bad Lauchstädt             | 03.07.?    | Lauchstädt           |                                                                                             |
| Bad Schmiedeberg           | 03.07.1925 | Schmiedeberg         |                                                                                             |
| Barleben                   | 02.06.2005 | Mittelland           |                                                                                             |
| Chüden                     | 01.12.1972 | Groß Chüden          | Chüden wurde am 01.01.2010 in die Stadt Salzwedel eingegliedert.                            |
| Dreirode                   | 01.07.1950 | Wülperode            | Die Rückbenennung erfolgte am 01.09.1990                                                    |
| Eichstedt (Altmark)        | 01.01.1998 | Eichstedt            |                                                                                             |
| Friedensdorf               | 02.11.1950 | Kriegsdorf           | Friedensdorf wurde am 31.12.2009 in die Stadt Leuna eingegliedert.                          |
| Groß Börnecke              | 02.11.1950 | Preußisch Börnecke   | Groß Börnicke wurde am 01.03.2004 in die Stadt Hecklingen eingegliedert.                    |
| Groß Naundorf              | 01.01.1964 | Naundorf bei Prettin | Groß Naundorf wurde am 01.01.2011 in die Stadt Annaburg eingegliedert.                      |
| Jeßnitz (Anhalt)           | 16.04.2002 | Jeßnitz              | Osterode am Fallstein wurde am 01.01.2010 in die Stadt Raguhn-Jeßnitz eingegliedert.        |
| Kleinmühlingen             | 01.01.1998 | Klein Mühlingen      | Kleinmühlingen wurde am 28.12.2007 in die Gemeinde Bördeland eingegliedert.                 |
| Köthen (Anhalt)            | 01.01.1998 | Köthen (Anh.)        |                                                                                             |
| Löbnitz an der Linde       | 01.06.1991 | Löbnitz              | Löbnitz an der Linde wurde am 01.01.2004 in die Stadt Köthen (Anhalt) eingegliedert.        |
| Meineweh                   | 01.08.2011 | Anhalt Süd           |                                                                                             |
| Merseburg                  | 01.01.1998 | Merseburg (Saale)    |                                                                                             |
| Nebra (Unstrut)            | 01.01.1998 | Nebra                |                                                                                             |
| Neukirchen (Altmark)       | 01.01.1998 | Neukirchen           | Neukirchen (Altmark) wurde am 01.01.2010 in die Gemeinde Altmärkische Wische eingegliedert. |
| Neu Königsaue              | 07.10.1967 | Königsaue            | Neu Königsaue wurde am 01.01.2009 in die Stadt Aschersleben eingegliedert.                  |
| Osterode am Fallstein      | 01.01.1998 | Osterode             | Osterode am Fallstein wurde am 11.09.2003 in die Gemeinde Aue-Fallstein eingegliedert.      |
| Reuden/Anhalt              | 06.12.2008 | Reuden               | Reuden/Anhalt wurde am 01.01.2010 in die Stadt Zerbst/Anhalt eingegliedert.                 |
| Sandersleben (Anhalt)      | 20.06.2007 | Sandersleben         |                                                                                             |
| Sanne-Kerkuhn              | 19.07.1990 | Sanne                | Sanne-Kerkuhn wurde am 01.01.2010 in die Stadt Arendsee (Altmark) eingegliedert.            |
| Schachdorf Ströbeck        | 14.10.1990 | Ströbeck             | Schachdorf Ströbeck wurde am 01.01.2010 in die Stadt Halberstadt eingegliedert.             |
| Siestedt                   | 02.07.1991 | Ribbenstedt          | Siestedt wurde am 01.01.2010 in die Stadt Oebisfelde-Weferlingen eingegliedert.             |
| Wallwitz (Saalkreis)       | 01.01.1998 | Wallwitz             | Osterode am Fallstein wurde am 01.07.2006 in die Gemeinde Götschetal eingegliedert.         |
| Werben (Elbe)              | 01.01.1998 | Werben               |                                                                                             |
| Wettin-Löbejün             | 07.04.2011 | Löbejün-Wettin       |                                                                                             |
| Wülperode                  | 01.09.1990 | Dreirode             | Wülperode wurde am 01.01.2010 in die Stadt Osterwieck eingegliedert.                        |
| Wüstenjerichow             | 01.01.1964 | Rogäsen-Jerichow     | Wüstenjerichow wurde am 01.01.2010 in die Stadt Möckern eingegliedert.                      |
| Zerbst/Anhalt              | 01.07.2006 | Zerbst               |                                                                                             |
| Zuckerdorf Klein Wanzleben | 11.02.2010 | Klein Wanzleben      | Zuckerdorf Klein Wanzleben wurde am 01.09.2010 in die Stadt Wanzleben-Börde eingegliedert.  |

## Schleswig-Holstein
| Name der Gemeinde        | Datum      | vorheriger Name                | Anmerkungen                                                                                            |
| ------------------------ | ---------- | ------------------------------ | --- |
| Avendorf auf Fehmarn     | 01.01.1975 | Avendorf                       | Avendorf auf Fehmarn wurde am 1. Januar 1978 in die Gemeinde Landkirchen auf Fehmarn eingegliedert.    |
| Bad Bramstedt            | 03.07.1910 | Bramstedt                      | |
| Bad Oldesloe             | 03.07.1910 | Oldesloe                       | |
| Bad Schwartau            | 03.07.1913 | Schwartau                      | |
| Bad Segeberg             | 03.07.1924 | Segeberg                       | |
| Bannesdorf auf Fehmarn   | 01.01.1975 | Bannesdorf                     | Bannesdorf auf Fehmarn wurde am 1. Januar 2003 in die Stadt Fehmarn eingegliedert.                     |
| Dänschendorf auf Fehmarn | 01.01.1975 | Dänschendorf                   | Dänschendorf auf Fehmarn wurde am 1. Januar 1978 in die Gemeinde Westfehmarn eingegliedert.            |
| Goosefeld                | 01.01.1973 | Marienthal                     | |
| Hohenlockstedt           | 1956       | Lockstedter Lager              | Umbenennung nach dem Zweiten Weltkrieg wegen des Wortes Lager                                          |
| Landkirchen auf Fehmarn  | 01.01.1975 | Landkirchen                    | Landkirchen auf Fehmarn wurde am 1. Januar 2003 in die Stadt Fehmarn eingegliedert.                    |
| Meeschendorf auf Fehmarn | 01.01.1975 | Meeschendorf (Fehmarn)         | Meeschendorf auf Fehmarn wurde am 1. Januar 1978 in die Gemeinde Bannesdorf auf Fehmarn eingegliedert. |
| Norddorf auf Amrum       | 27.04.2009 | Norddorf                       | |
| Ostenfeld (Husum)        | 01.11.1970 | Ostenfeld (Kreis Husum)        | |
| Ostenfeld (Rendsburg)    | 01.11.1970 | Ostenfeld (Kreis Rendsburg)    | |
| Petersdorf auf Fehmarn   | 01.01.1975 | Petersdorf (Fehmarn)           | Petersdorf auf Fehmarn wurde am 1. Januar 1978 in die Gemeinde Westfehmarn eingegliedert.              |
| Tasdorf                  | 15.09.1970 | Tungendorf                     | |
| Tastrup                  | 01.01.1980 | Adelby                         | Tastrup wurde am 1. März 2023 in die Gemeinde Hürup eingegliedert.                                     |
| Trennewurth              | 01.03.1971 | Trennewurth-Trennewurtherdeich | |
| Wittdün auf Amrum        | 27.04.2009 | Wittdün                        | |
| Wöhrden                  | 01.05.1978 | Süderwöhrden                   | |

## Thüringen
| Name der Gemeinde          | Datum      | vorheriger Name        | Anmerkungen |
| -------------------------- | ---------- | ---------------------- | --- |
| Asbach-Sickenberg          | 01.05.1992 | Asbach/Sickenberg      | |
| Bad Berka                  | 03.07.1911 | Berka                  | |
| Bad Blankenburg            | 03.07.1911 | Blankenburg            | |
| Bad Colberg                | 03.07.?    | Colberg                | Bad Colberg wurde am 23. März 1993 in die Stadt Bad Colberg-Heldburg eingegliedert. Am 1. Januar 2019 fusionierte Bad Colberg-Heldburg mit zwei weiteren Gemeinden zur Stadt Heldburg. |
| Bad Frankenhausen (Kyffh.) | 05.04.1927 | Frankenhausen (Kyffh.) | |
| Bad Klosterlausnitz        | 19.09.1932 | Klosterlausnitz        | |
| Bad Köstritz               | 03.07.1926 | Köstritz               | |
| Bad Langensalza            | 28.06.1956 | Langensalza            | |
| Bad Liebenstein            | 03.07.1907 | Liebenstein            | |
| Bad Lobenstein             | 21.03.2005 | Lobenstein             | |
| Bad Salzungen              | 31.05.1923 | Salzungen              | |
| Bad Tabarz                 | 09.03.2017 | Tabarz                 | |
| Bad Tennstedt              | 03.07.?    | Tennstedt              | |
| Biberau                    | 25.07.1952 | Lichtenau              | Biberau wurde am 14. April 1994 in die Gemeinde Schleusegrund eingegliedert. |
| Crossen an der Elster      | 01.01.1991 | Krossen/Elster         | |
| Dobra                      | 25.07.1952 | Hartroda               | Dobra wurde am 1. Januar 1971 in die Gemeinde Wildenbörten eingegliedert. Wildenbörten wurde am 1. Januar 2019 in die Stadt Schmölln eingegliedert.                                    |
| Herressen-Sulzbach         | 01.03.1990 | Herressen              | Herressen-Sulzbach wurde am 6. Mai 1993 in die Stadt Apolda eingegliedert. |
| Klausa                     | 01.03.1951 | Garbus                 | Klausa wurde am 1. Januar 1973 in die Gemeinde Nobitz eingegliedert. |
| Kleinschmalkalden          | 25.07.1952 | Pappenheim             | Kleinschmalkalden wurde am 1. Februar 2006 in die Gemeinde Floh-Seligenthal eingegliedert.                                                                                             |
| Lindenkreuz                | 01.03.1951 | Waltersdorf            | |
| Luisenthal                 | 01.03.1951 | Stutzhaus              | |
| Nöbdenitz                  | 01.03.1951 | Lohma                  | Nöbdenitz wurde am 1. Januar 2019 in die Stadt Schmölln eingegliedert. |
| Rothesütte                 | 01.03.1951 | Holsteinische Forst    | Rothesütte wurde am 9. April 1994 in die Stadt Ellrich eingegliedert. |
| Stadtroda                  | 01.03.1925 | Roda                   | |